# Martinique
La Martinique (en créole martiniquais Matinik ou Matnik ; anciennement appelée Iguanacaera ou Jouanacaera — l'île aux iguanes — en langue caribe, ou encore Mantinino en caribe d'Hispaniola) est une île française située  en mer des Caraïbes et plus précisément dans l'archipel des Petites Antilles. La Martinique est une collectivité territoriale unique de la République française, cette collectivité territoriale se substituant au département et à la région. La collectivité territoriale de Martinique est aussi une région ultrapériphérique de l'Union européenne.
Elle est membre associé de la CARICOM, de l'Organisation des États de la Caraïbe orientale (OECO), de l'Association des États de la Caraïbe (AEC) et de la Commission économique pour l'Amérique latine et les Caraïbes (CEPALC). Elle est réserve de biosphère Unesco depuis 2021 pour l'intégralité de son territoire terrestre et marin. En septembre 2023 les volcans et forêts de la montagne Pelée ainsi que les pitons du nord de la Martinique, en particulier les pitons du Carbet, sont inscrits au patrimoine mondial de l'Unesco.
Les premiers habitants, les amérindiens Arawaks, fuient à partir du IXe siècle devant de nouveaux arrivants, les amérindiens Kalinagos. Christophe Colomb est le premier européen à y poser le pied en 1502 sous régence espagnole. La colonisation française débute en 1635, menée par Pierre Belain d'Esnambuc.
La Martinique est située dans l'Arc volcanique des Petites Antilles, dans la mer des Caraïbes, entre la Dominique au nord et Sainte-Lucie au sud, à environ 420 km au nord-nord-est des côtes du Venezuela, et environ 865 km à l'est-sud-est de la République dominicaine. Le plateau continental exploitable de façon exclusive par la France a été étendu à 350 milles des côtes en 2015 (soit au-delà de la zone économique exclusive, qui reste fixée à 200 milles des côtes), après l'avis favorable de l'Organisation des Nations unies.
Selon le dernier recensement de l'Insee, la Martinique compte 361 019 habitants au 1er janvier 2022.

## Toponymie
Le nom amérindien de la Martinique est Ioüanacéra ou Wanakaéra ou Joanacaera (formé du préfixe ioüana, « iguane », et du suffixe caéra, « île »), c'est-à-dire l'île aux iguanes, en langue caribe.
Cependant, les Caraïbes d'Hispaniola appelaient aussi cette île Mantinino, ou par déformation Madinina, Madiana, ; Mantinino étant le nom d'une île mythique des Indiens taïnos où se trouvent les femmes, que Colomb a traduit par Isla de las mujeres, l'île aux femmes (car on lui avait dit qu'elle n'était peuplée que de femmes). Ce nom a évolué selon les prononciations et il est devenu « Martinique » et, en créole martiniquais, Matinik ou Matnik,.
La Martinique doit son surnom d'« île aux fleurs », aux plantes exotiques de toutes les couleurs qui y sont présentes : un mélange de jaune, d'orangé, de rouge et de rose.

## Géographie
L'île de la Martinique est située à 32,5 km au nord de Sainte-Lucie et à 41 km au sud-sud-est de la Dominique. D'une superficie totale de 1 128 km2, ce qui la place au troisième rang après Trinidad et la Guadeloupe dans le chapelet d'îles qui constituent les Petites Antilles ou Îles du Vent, la Martinique s'étire sur environ 60 km de longueur, pour 30 km de largeur. Le point culminant est le volcan de la montagne Pelée (1 395 m). Comme le reste des Petites Antilles, la Martinique est soumise au risque sismique (aléa sismique fort) : ainsi, le 29 novembre 2007 à 15 h, heure locale, un séisme de magnitude 7,4 sur l'échelle de Richter a eu lieu au large de l'île.
La zone située au nord d'un axe Fort-de-France - Le Robert constitue la partie la plus montagneuse de l'île, domaine de la forêt tropicale, tandis que la zone située au sud de cet axe est moins accidentée et plus sèche.

### Topographie

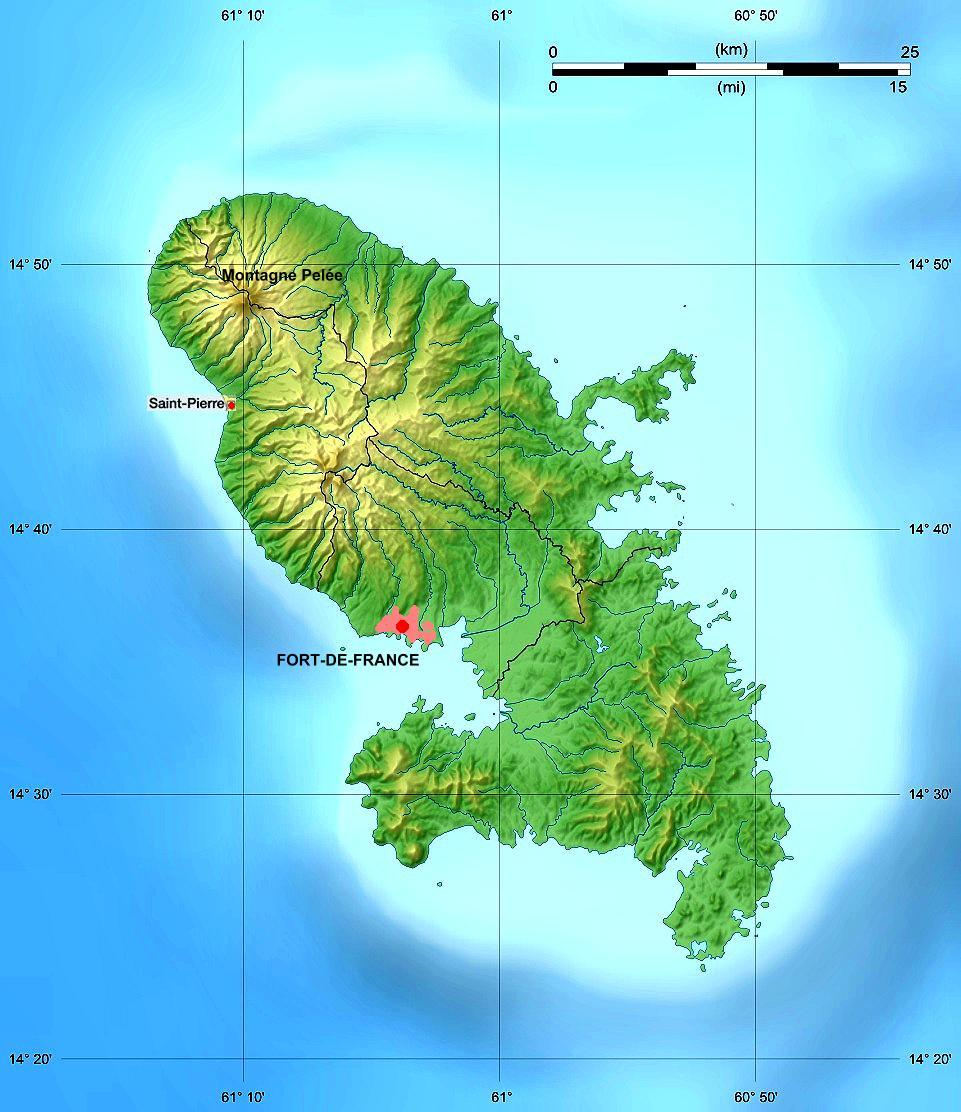
Carte topographique de la Martinique.

Le relief est accidenté sur cette île d'origine volcanique. Les zones volcaniques anciennes correspondent à l'extrême sud de l'île (savane des pétrifications) et à la presqu'île de la Caravelle à l'est. L'île s'est développée dans les 20 derniers millions d'années par une suite d'éruptions et de déplacements de l'activité volcanique vers le nord. Le dernier volcan en date, toujours actif, est la montagne Pelée, qui occupe tout le nord actuel de l'île et culmine à 1 395 m.
À la suite de phénomènes d'érosion toujours violents en Martinique à cause de la forte pluviosité due à l'évaporation océanique apportée par les alizés, les hauts volcans de formation récente situés au nord de l'île (montagne Pelée et pitons du Carbet (1 197 mètres)) font place, dans le sud, à des « mornes » aux sommets arrondis ou plats et aux fortes pentes d'une altitude généralement comprise entre 100 et 300 mètres.
La montagne du Vauclin, point culminant du sud de l'île, atteint 504 m d'altitude. Les plaines situées au centre et en bordure côtière, les « fonds », sont séparées par des escarpements et sont généralement de petite dimension.

### Risques naturels
La Martinique est soumise à de nombreux risques naturels tels que les séismes, les tsunamis, les éruptions volcaniques ou les cyclones tropicaux. Elle fait l'objet d'un plan de prévention des risques naturels (PPRN) spécifique.

### Climat
Le climat de la Martinique est tropical avec deux saisons principales : de juillet à novembre, la saison humide communément appelée hivernage avec un temps généralement pluvieux, et de janvier à mi-avril, la saison sèche communément appelée carême avec un temps généralement ensoleillé et sec.

## Faune et flore
La Martinique fait face à une situation préoccupante concernant les espèces menacées de disparition. Le constat a été rapporté par l'Union internationale pour la conservation de la nature (UICN) sur le fondement des analyses réalisées par l'Office français de la biodiversité (OFB) et le muséum national d'histoire naturelle (MNHN). Ces menaces sont causées notamment par la transformation des milieux du fait de l'urbanisation et des aménagements humains ainsi que du fait de l'introduction d'espèces exotiques envahissantes. Du fait des enjeux en termes de vie sauvage et de ressources naturelles, l'île et ses eaux marines ont été érigées en Réserve du Programme sur l'homme et la biosphère le 15 septembre 2021.

### Faune terrestre

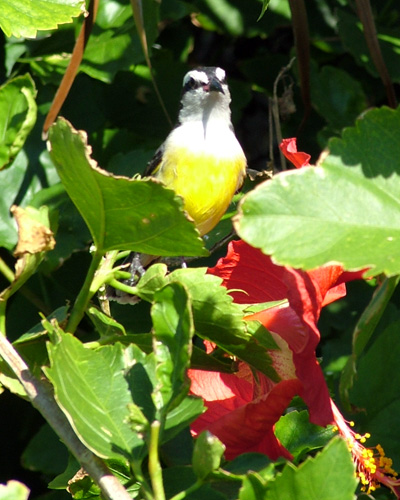
Sucrier.

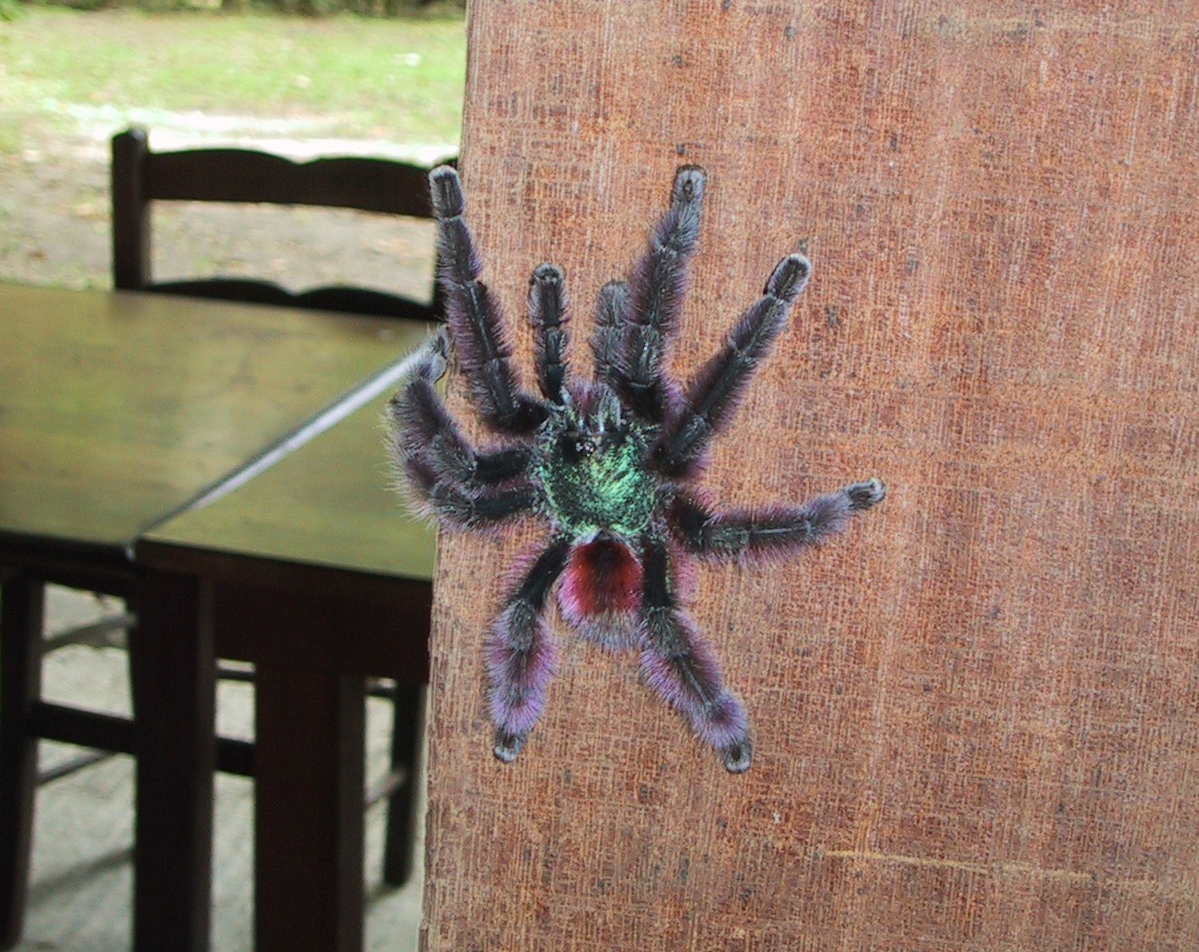
Caribena versicolor.

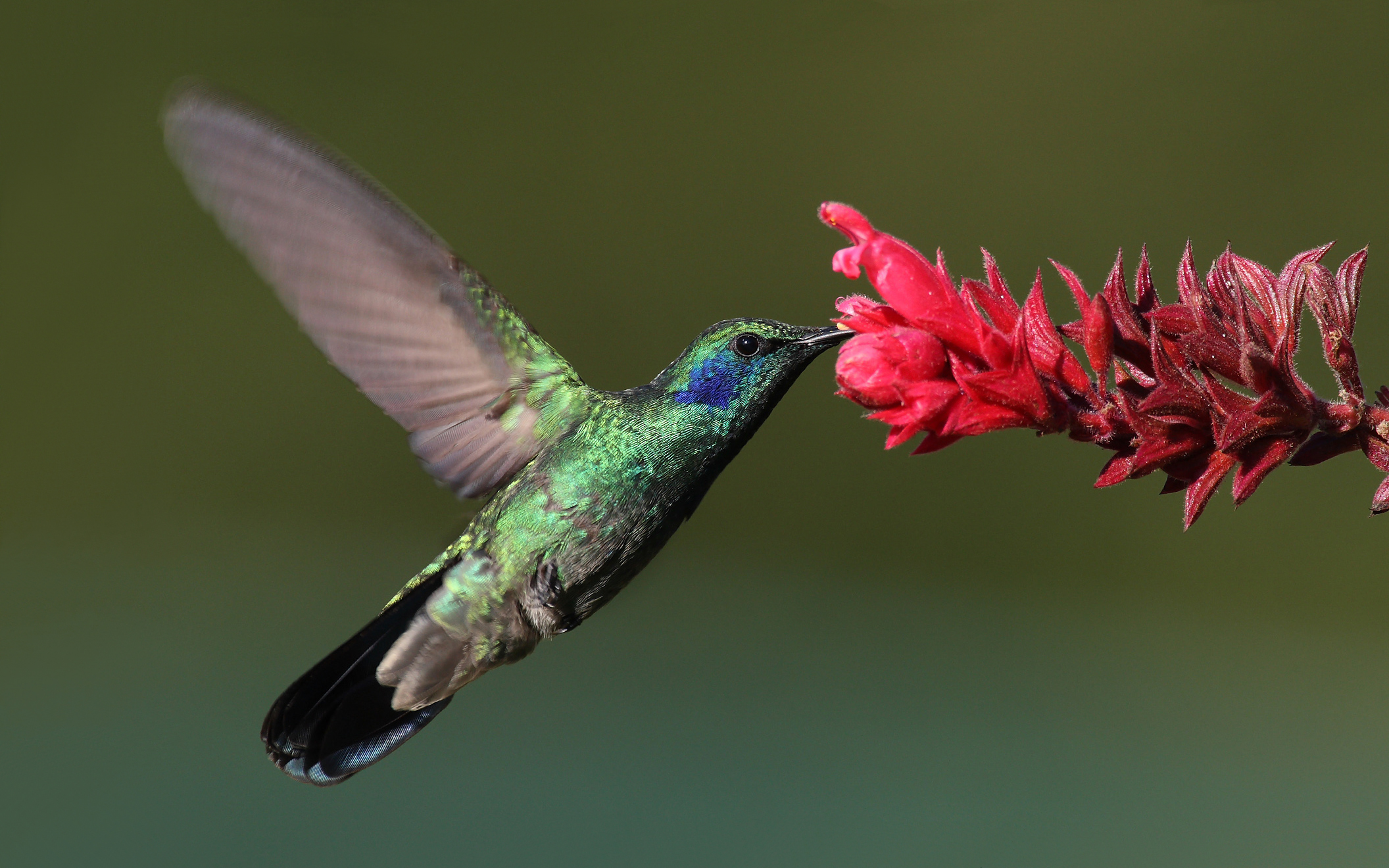
Colibri.

La Martinique possède peu d'espèces animales indigènes. Les animaux sauvages les plus courants sont : les manikous (famille des opossums), les matoutous-falaises qui sont des mygales endémiques, l'iguane délicatissima et l'iguane vert, la mangouste, le serpent trigonocéphale ou fer de lance (endémique) et les scolopendres.
Côté ciel, la Martinique est le pays des hérons garde-bœufs, des colibris (4 espèces en Martinique: le colibri madère, le colibri huppé, le colibri falle-vert et le colibri à tête bleue) et des sucriers (reconnaissables à leur ventre jaune).
Côté terre, les mangoustes ont été importées à la fin du XIXe siècle pour faire diminuer la population de serpents ‘fer de lance’ (ou trigonocéphale). Mais, les conséquences furent graves, puisque les mangoustes détruisirent également de nombreuses espèces endémiques d'oiseaux aujourd'hui complètement disparues. De nos jours, on rencontre plus facilement de nombreux serpents et quelques petits lézards verts inoffensifs, les anolis ainsi que les mabouyas, plutôt marron translucide, ils sont très craintifs et sortent la nuit.
Deux espèces de mygales cohabitent :
- Acanthoscurria antillensis est une mygale terricole qui vit dans le sud de la Martinique, de Rivière-Pilote en passant par Cap-Chevalier jusqu'aux Trois-Îlets ;
- Caribena versicolor est une mygale arboricole et vit dans le nord de la Martinique, dans la forêt tropicale humide du Précheur à Grand'Rivière. Cette espèce, relativement calme et peu agressive, est protégée localement.

### Faune aquatique

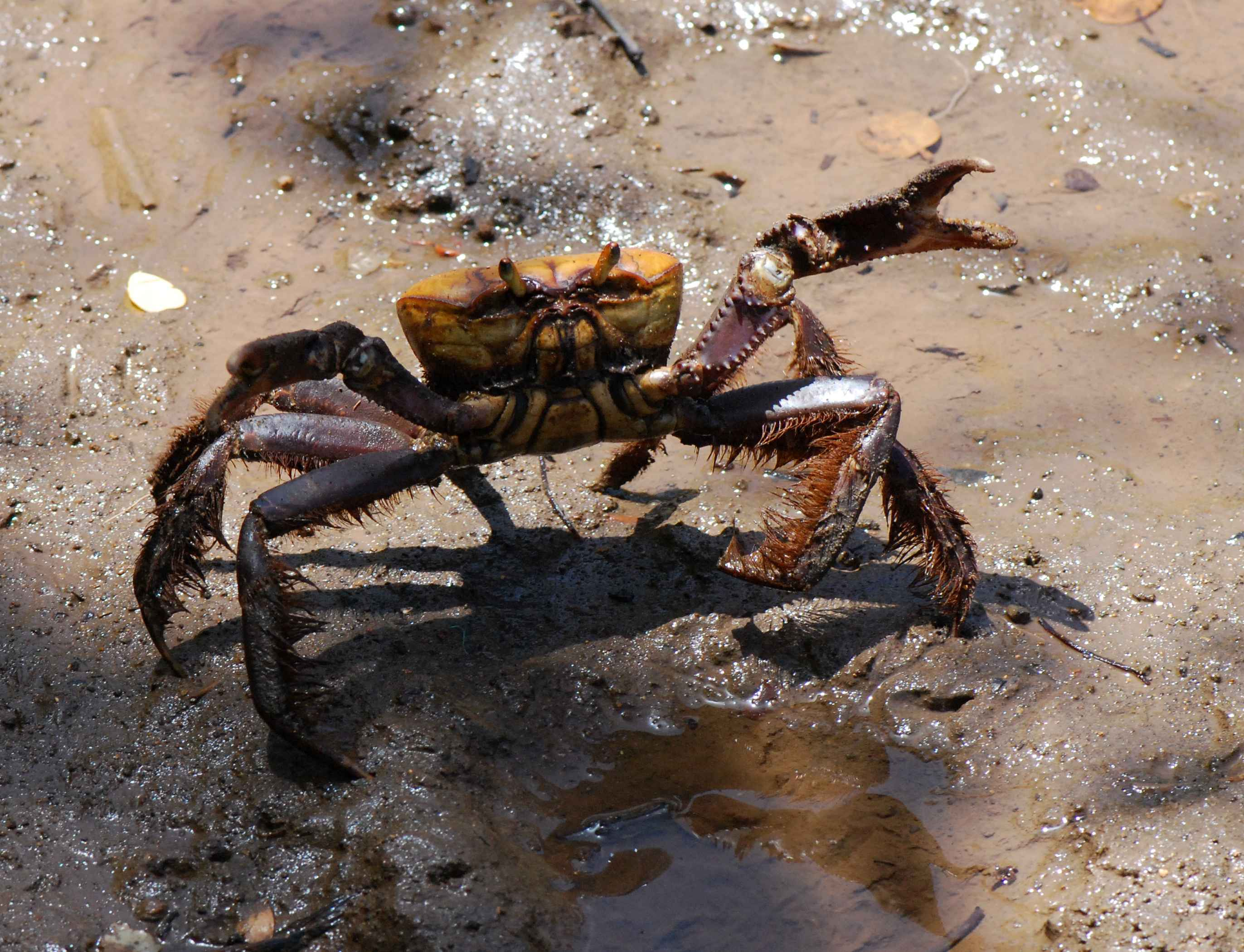
Crabe mantou (mangrove de la Caravelle).

La côte atlantique est bordée par un récif corallien pratiquement ininterrompu, où circulent les poissons du large et où s'abrite la faune sédentaire.
Le milieu aquatique s'est fortement dégradé au cours des vingt dernières années. La pollution d'origine industrielle, notamment les distilleries, le manque de structures d'assainissement des eaux usées, le remblaiement intensif des zones de mangrove, véritables nurseries pour de nombreuses espèces de poissons, ainsi que la pêche, sont à l'origine d'une régression considérable de la surface des récifs et d'une diminution importante du nombre et de la variété des poissons.
Cependant :
- depuis l'ouragan Lenny en 1999, aucune houle cyclonique n'a été assez puissante pour endommager sérieusement les récifs. Ces années de calme relatif ont laissé le temps à la faune et à la flore sous-marine de reprendre pied ;
- la mise en place de dispositifs de concentration de poisson ancrés très au large des côtes[24], souvent par 3 000 mètres de fond, a pour conséquence d'inciter les pêcheurs locaux à s'approvisionner au large, du fait d'une meilleure rentabilité, et ainsi à délester les récifs d'une activité de surpêche.

### Végétation

#### Forêt tropicale

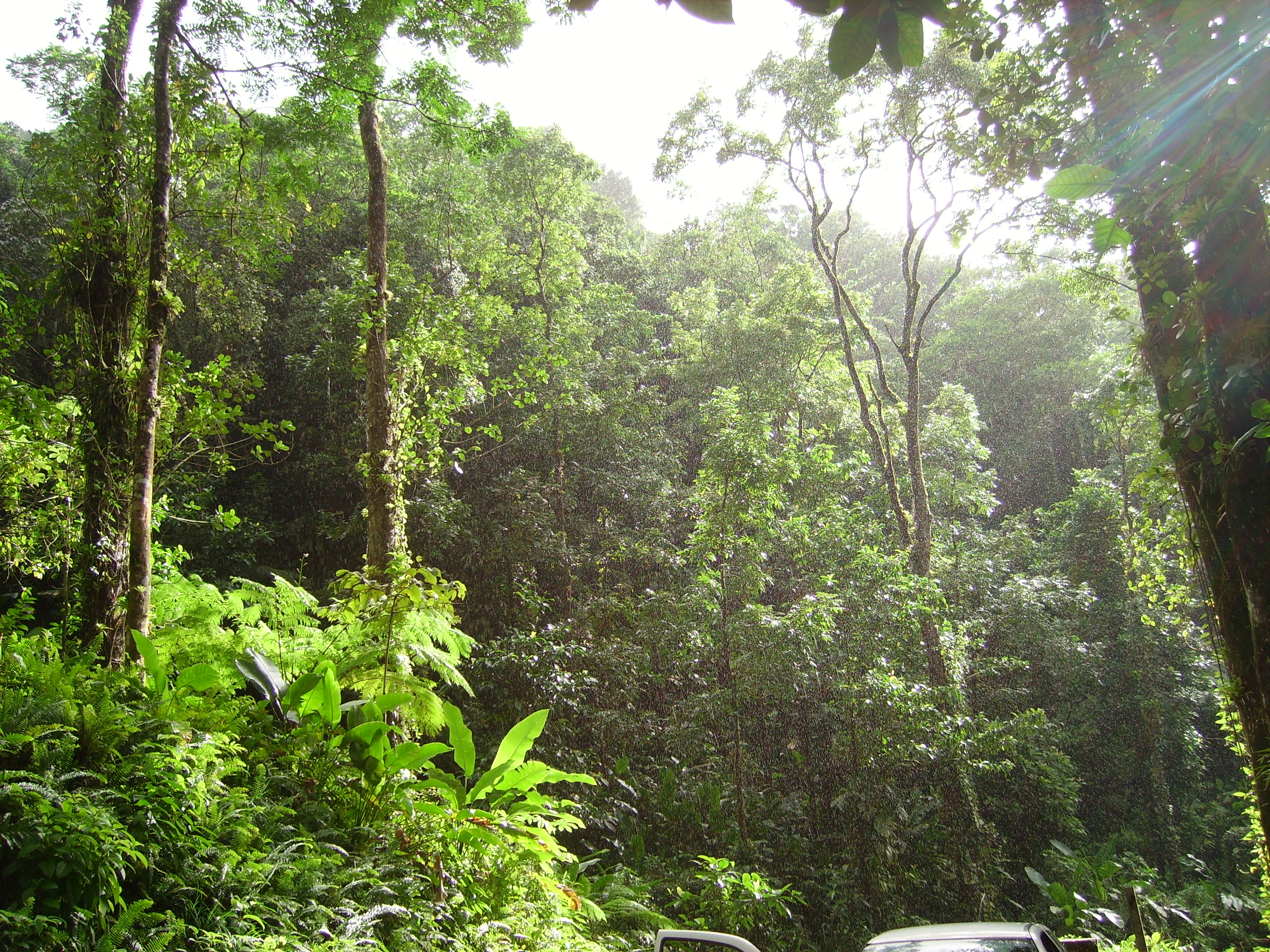
Forêt tropicale humide vers Fond St-Denis.
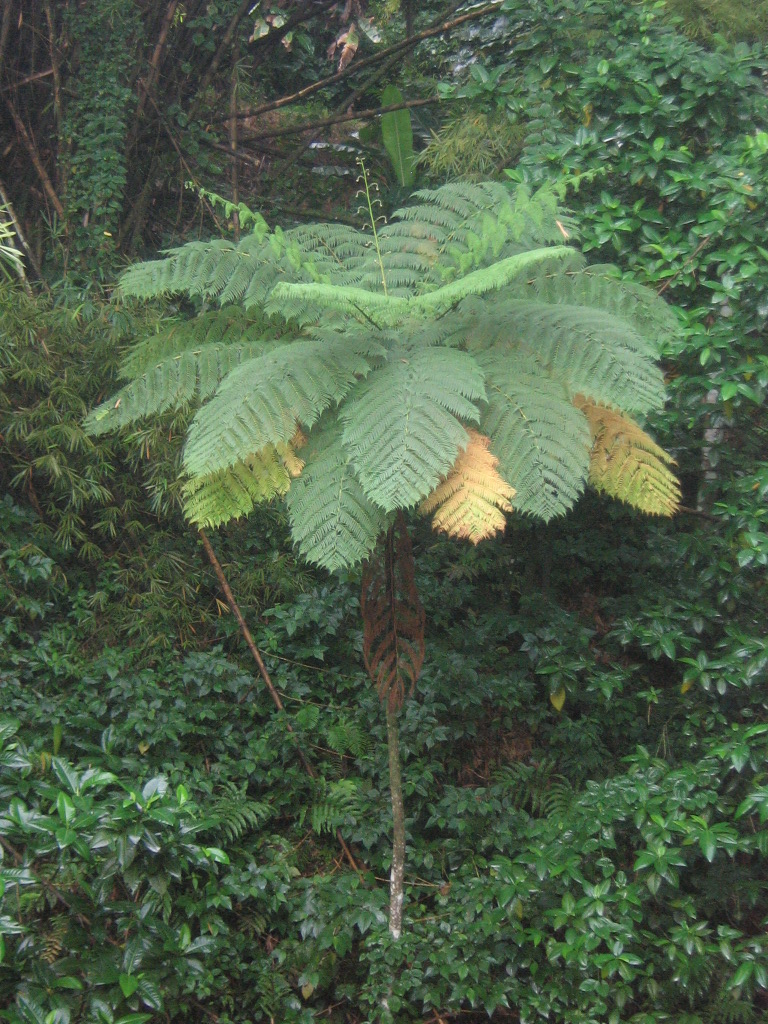
Fougère arborescente dans le nord de l'île.
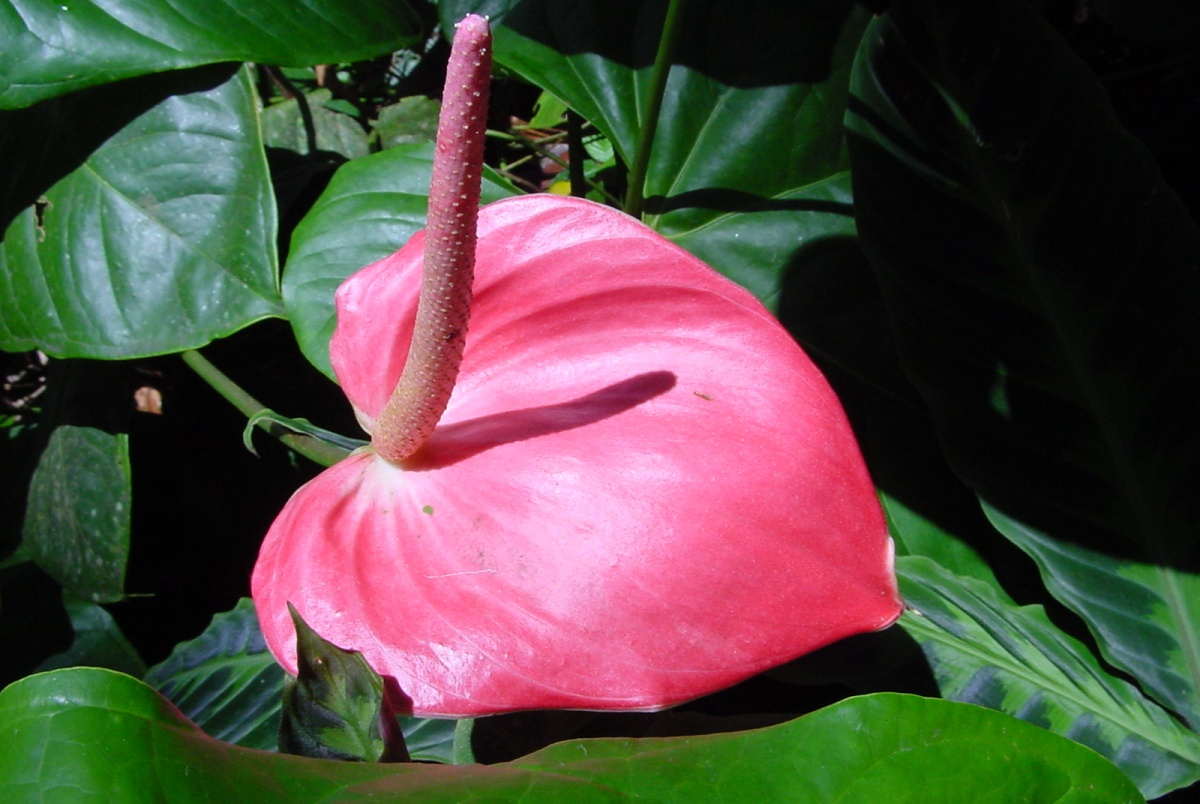
Anthurium au jardin de Balata (plante poussant dans la forêt martiniquaise).

La forêt pluviale martiniquaise, de type tropicale humide ou équatoriale, est composée de fougères et d'arbres tels que l'acajou (en anglais : mahogany), le courbaril, qui servent à la fabrication de meubles. Certains peuvent atteindre 60 mètres de haut.
De nombreuses fleurs de la famille des Heliconiaceae peuplent les sous-bois et sont très prisées par les fleuristes du fait de leurs formes atypiques et de leurs couleurs flamboyantes. Ces fleurs ont donné son nom à la Martinique (Madinina en amérindien), qui signifie « l'île aux fleurs » dans la langue des indiens Caraïbes.
Dans la forêt pluviale, seulement 1 % de la lumière du soleil parvient à traverser la canopée et à atteindre les jeunes pousses au sol, qui ne se développent donc pas. Il faut attendre qu'un cyclone tropical abatte les grands arbres pour que les jeunes pousses puissent recevoir l'énergie solaire nécessaire à leur développement. Les cyclones tropicaux sont donc indispensables à la régénération de la forêt humide et font partie intégrante du cycle biologique insulaire.
La forêt tropicale sèche est composée de plantes xérophiles adaptées au climat très sec (acacia, campèche, poirier-pays, gommier rouge) et de plantes grasses (cactus cierge, agave).
En haute-montagne, au-dessus de 900 mètres environ, les vents violents quasi permanents et la température comprise entre 0 °C et 15 °C ne permettent pas à la végétation tropicale de prospérer. Celle-ci est donc remplacée par une végétation subtropicale d'altitude, adaptée aux conditions extrêmes : arbres nains, Bromeliaceae et Araucariaceae nains (petits conifères ne dépassant pas 20 centimètres de hauteur) constituent l'essentiel de la couverture végétale.
Dans sa forme dégradée ou dans des conditions de sol extrême la végétation peut aussi prendre la forme de savane, où les cactées et les plantes grasses se partagent le sol avec les herbes folles.

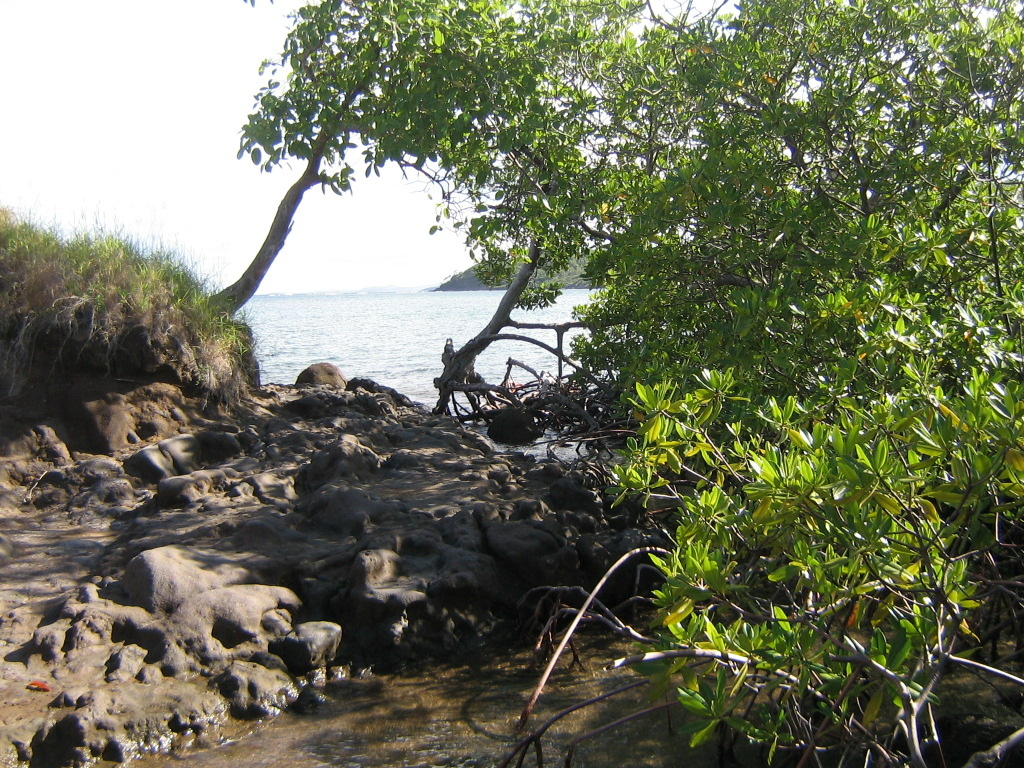
Mangrove près du château Dubuc (presqu'île de la Caravelle).

#### Mangrove
La mangrove est présente dans toute la Martinique :
- presqu'île de la Caravelle (réserve naturelle) ;
- baie de Génipa - Ducos ;
- baie des Anglais - Sainte-Anne.

La mangrove représente près de 1850 Hectares. Dans sa diversité de mangrove, L'anse Scarto attire les curiosités du fait la couleur rose que prennent ses eaux, à certains moments de l'année. Ce phénomène observé durant les périodes de forte sécheresse constitue le changement climatique.
Les Strelitziaceae dont l'arbre du voyageur ont été importés d'Amérique du Sud et de l'océan Indien. Certains palmiers sont endémiques de l'île, comme les Acrocomia ou les Roystonea, alors que d'autres ont également été importés d'autres continents (notamment d'Asie ou d'Océanie), tels que les Cyrtostachys ou les Cocos nucifera. De nombreux arbres fruitiers sont également présents sur l'île (avocatier, arbre à pain, tamarinier, prune de cythère).

## Histoire
Depuis que Christophe Colomb, sous régence espagnole, y a posé le pied en 1502, l'histoire de la Martinique est marquée par celle de la colonisation par l'esclavage, les guerres d'influence entre les anciens empires coloniaux, l'évolution des activités agricoles, l'éruption de la montagne Pelée en 1902 et les calamités climatiques.

### Peuplement
Le peuplement de la Martinique est relativement récent. Les premiers habitants furent les amérindiens Arawaks, qui durent fuir, à partir du IXe siècle, devant de nouveaux arrivants, également amérindiens, les Kalinagos.
Christophe Colomb est le premier européen à poser le pied en Martinique le 15 juin 1502, au cours de son quatrième voyage vers les « Indes ». Cependant, elle avait déjà été découverte (sans s'y arrêter) par Alonso de Ojeda lors de son expédition de 1499-1500,. Elle figure d'ailleurs sur la carte établie par Juan de la Cosa en 1500 et on la retrouve ensuite sur la carte d'Alberto Cantino (1502) sous le nom de Ioüanacéra ou Joa nacaera (l'île aux iguanes).
La première colonie française est établie en 1635 par Pierre Belain d'Esnambuc qui prend possession de l'île au nom du roi Louis XIII. Les Kalinagos furent à leur tour décimés ou expulsés en 1658 par les colons français.
La population a ensuite été de provenances diverses. Elle est composée majoritairement d'individus d'origine africaine apportés par les traites négrières, mais elle comprend aussi des individus d'origines européenne, indienne, moyen-orientale, ainsi qu'asiatique donnant naissance à une population métissée.

### Période de l'esclavage
La Martinique devient française en 1635 : elle est gérée par la Compagnie des îles d'Amérique, créée par Richelieu.

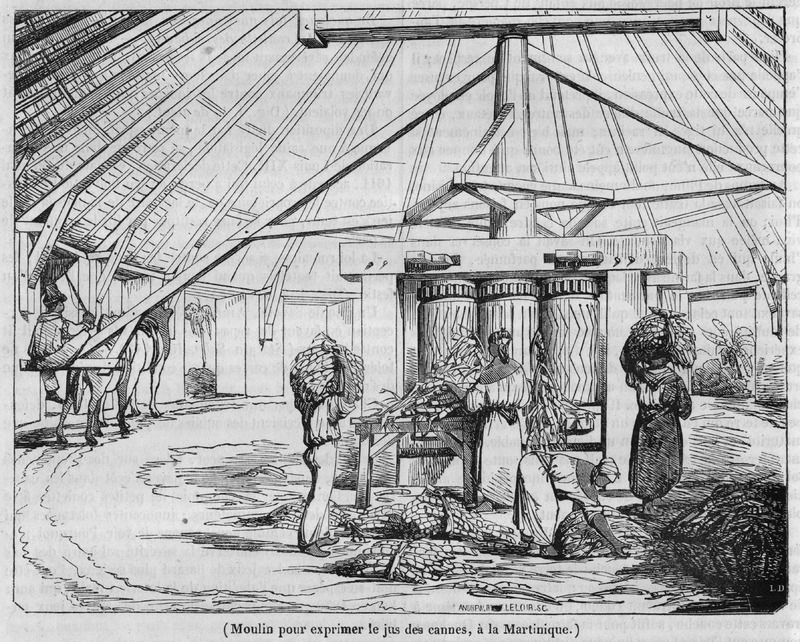
Esclaves broyant la canne à sucre dans un moulin à bestiaux en Martinique (1835).

L'esclavage s'y développe à partir du milieu du XVIIe siècle afin de fournir « une main d’œuvre gratuite et servile » aux planteurs de canne. L'ordonnance de mars 1685 sur les esclaves des îles de l'Amérique légalise l'esclavage dans les possessions françaises, avec la création du Code noir. Des milliers d'esclaves noirs sont amenés principalement d'Afrique de l'Ouest.
Le traité de Whitehall signé le 19 février 1793, entre les Britanniques et les colons esclavagiste, place l'île sous domination anglaise à partir de début 1794. Le décret d'abolition de l'esclavage du 4 février 1794 de la république française n'y est donc pas appliqué. L'économie de plantation se poursuit donc avec l'esclavage et la traite négrière, et près de 20 000 captifs supplémentaires seront importées par les Britanniques durant la période de 1794 à 1802.

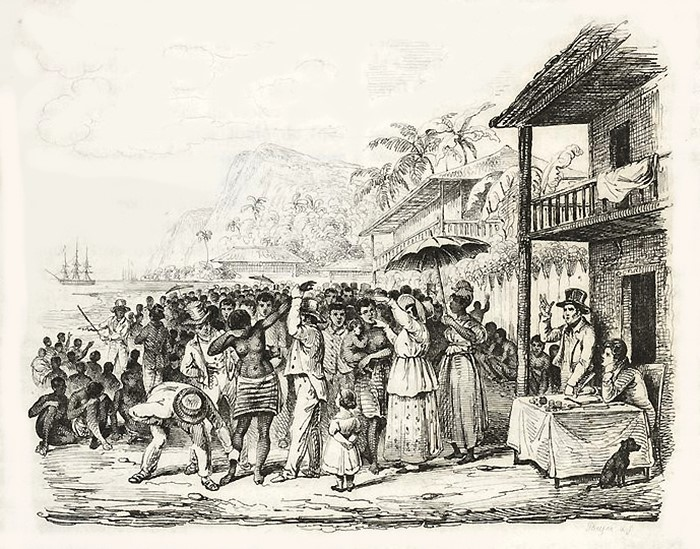
Vente d'esclaves à la Martinique, vers 1826, par Julien Léopold Boilly.

Après restitution de l'île à la France, l'esclavage est maintenu par Napoléon, et reste légal jusqu'après la chute de la monarchie de Juillet en février 1848.
La Deuxième République est proclamée le 24 février 1848. François Arago, alors ministre de la Guerre, de la Marine et des colonies, signe les décrets relatifs à l'interdiction de l'esclavage préparés par Victor Schœlcher, sous-secrétaire d'État aux colonies le 27 avril 1848. Le premier abolit et interdit l'esclavage, mais prévoit un délai d'application de deux mois à compter de sa promulgation dans la colonie. Il prévoit en outre une indemnisation des anciens propriétaires d'esclaves « ayant dû appliquer l’interdiction de l’esclavage », mais aucune indemnisation pour les esclaves libérés. 74 447 esclaves martiniquais seront ainsi « libérés », contre 425 francs par esclave (environ 1 100€ de 2006) pour les 3 000 esclavagistes, soit environ 31 millions des 126 millions, soit 24 % de l’indemnité accordée par l’État,,

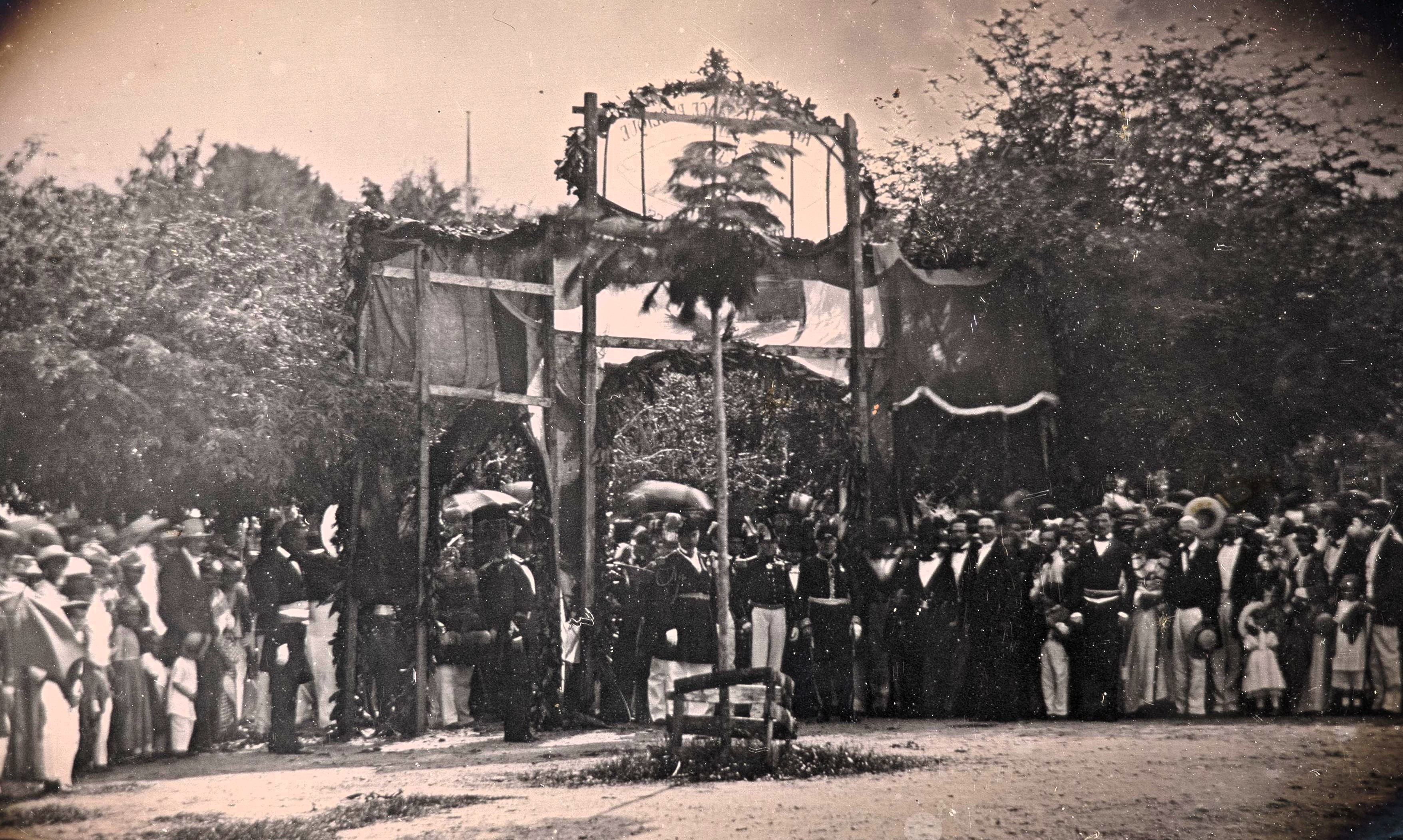
Plantation d’un arbre de la liberté en Martinique en 1848 afin de célébrer l’abolition de l’esclavage dans les colonies françaises.

En Martinique, l'abolition de l'esclavage entre en vigueur le 23 mai 1848 à la suite des émeutes du 22 mai (date de commémoration de l'abolition en Martinique), donc avant la fin du délai de deux mois prévu dans le décret national d'abolition.
| Population | Esclaves | Blancs | Libres de couleur |
| ---------- | -------- | ------ | ----------------- |
| 122 691    | 75 339   | 9 460  | 37 862            |

### Départementalisation
La colonisation succède au régime de l'esclavage, jusqu'en 1946. Les leaders communistes d'après-guerre Aimé Césaire, Léopold Bissol et Georges Gratiant remportent des victoires électorales en Martinique. Ils portent une proposition de loi à l'Assemblée nationale. La question est débattue au Parlement, avec un rapporteur illustre, le jeune député-maire de Fort-de-France, Aimé Césaire. Ce débat parlementaire aboutit au vote de la loi de départementalisation du 19 mars 1946, date à laquelle l'île devient un département français d'outre-mer.

### Autonomie
Par référendum du 10 janvier 2010 organisé à la demande des élus locaux, les électeurs de Martinique ont refusé à 78,90 % l'autonomie accrue prévue par l'article 74 de la constitution française.
Un second vote a ensuite eu lieu le 24 janvier 2010 (positif à 68,30 % avec un taux d'abstention de 64,19 %) pour l'approbation de la création en Martinique d'une collectivité unique régie par l'article 73 de la Constitution. La première élection des membres de la nouvelle assemblée de Martinique a eu lieu en décembre 2015.

## Politique et administration

### Statut actuel de l'île

Martinique vers 1675.

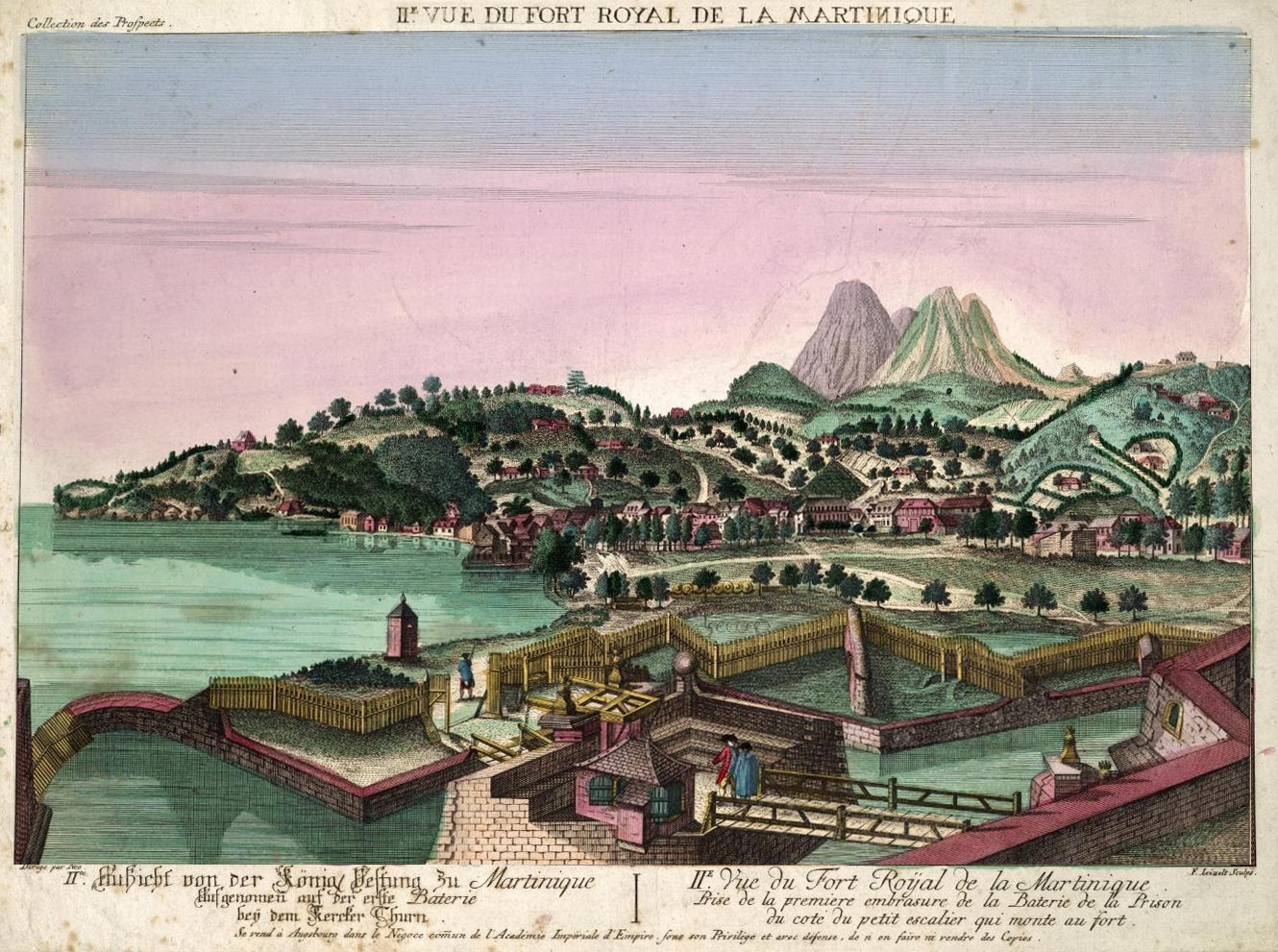
« IIe Vue du Fort Roÿal de la Martinique », vers 1750. « Fort-Royal » est l'ancien nom de la préfecture actuelle, Fort-de-France.

La Martinique est divisée en quatre arrondissements et trente-quatre communes.
La « Collectivité territoriale de Martinique » est depuis le 18 décembre 2015 une collectivité territoriale de la République française régie par l'article 73 de la Constitution, elle succède au département et à la région d'outre-mer de la Martinique dans tous leurs droits et obligations,. La Collectivité territoriale de Martinique est également une des régions ultrapériphériques de l'Union européenne.

#### Représentation de l'État
La préfecture de la Martinique est Fort-de-France. Les trois sous-préfectures sont Le Marin, Saint-Pierre et La Trinité. L'État français est représenté en Martinique par un préfet, Étienne Desplanques, qui a pris ses fonctions le 10 février 2025, et par 4 sous-préfets, à Fort de France (Aurélien Adam, nommé le 31/10/2024 ), au Marin (Bastien Merot, nommé le 13/12/2023 , à La Trinité (Laure Lebon, nommée le 20/03/2024  et à Saint-Pierre (David Ursulet, nommée le 18/06/2025 ).
La préfecture est épinglée pour racisme après la publication sur son compte Twitter d'une affiche appelant à la distanciation physique contre le coronavirus présentant un homme noir et un homme blanc séparés par des ananas.

#### Institutions
La liste "Alians Matinik" conduite par Serge Letchimy remporte les Élections territoriales de 2021 en Martinique en obtenant au second tour 50 104 voix. La liste "Alians Matinik" avec 26 sièges sur 51 détient la majorité absolue à l'Assemblée de Martinique.
Le président du conseil exécutif de Martinique est Serge Letchimy depuis le 2 juillet 2021.
Le conseil exécutif de Martinique est composé de neuf membres (un président et huit conseillers exécutifs)
L'assemblée délibérante de la collectivité territoriale est l'Assemblée de Martinique, constituée de 51 élus et présidée par Lucien Saliber depuis le 2 juillet 2021.
Le conseil consultatif de la Collectivité territoriale de Martinique est le Conseil économique, social, environnemental, de la culture et de l'éducation de Martinique (CÉSECÉM), composé de 68 membres. Son président est Éric Bellemare depuis le 18 mars 2024,

#### Personnalités politiques des

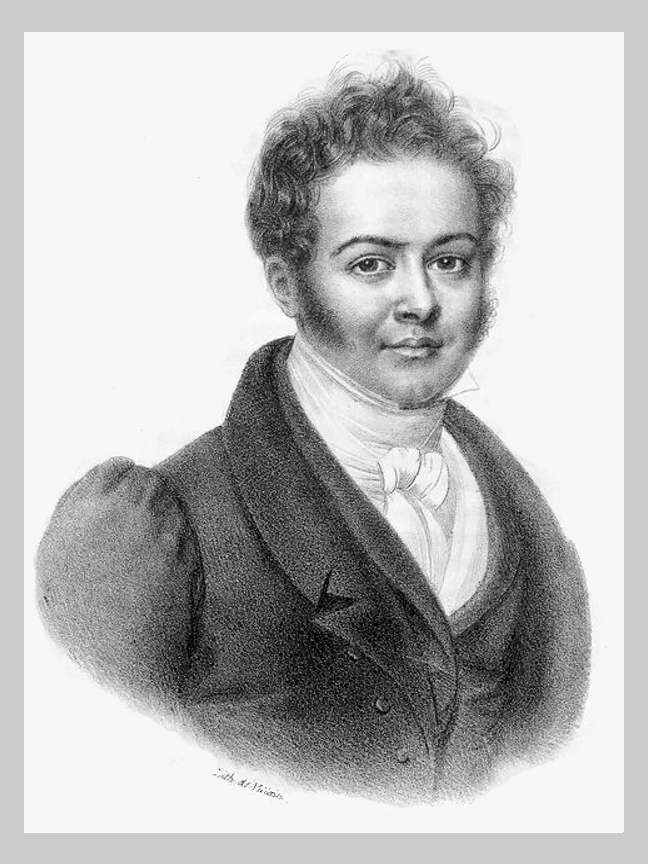
Cyrille Bissette député de 1849 à 1851 et l'un des pères de l'abolition de l'esclavage en Martinique

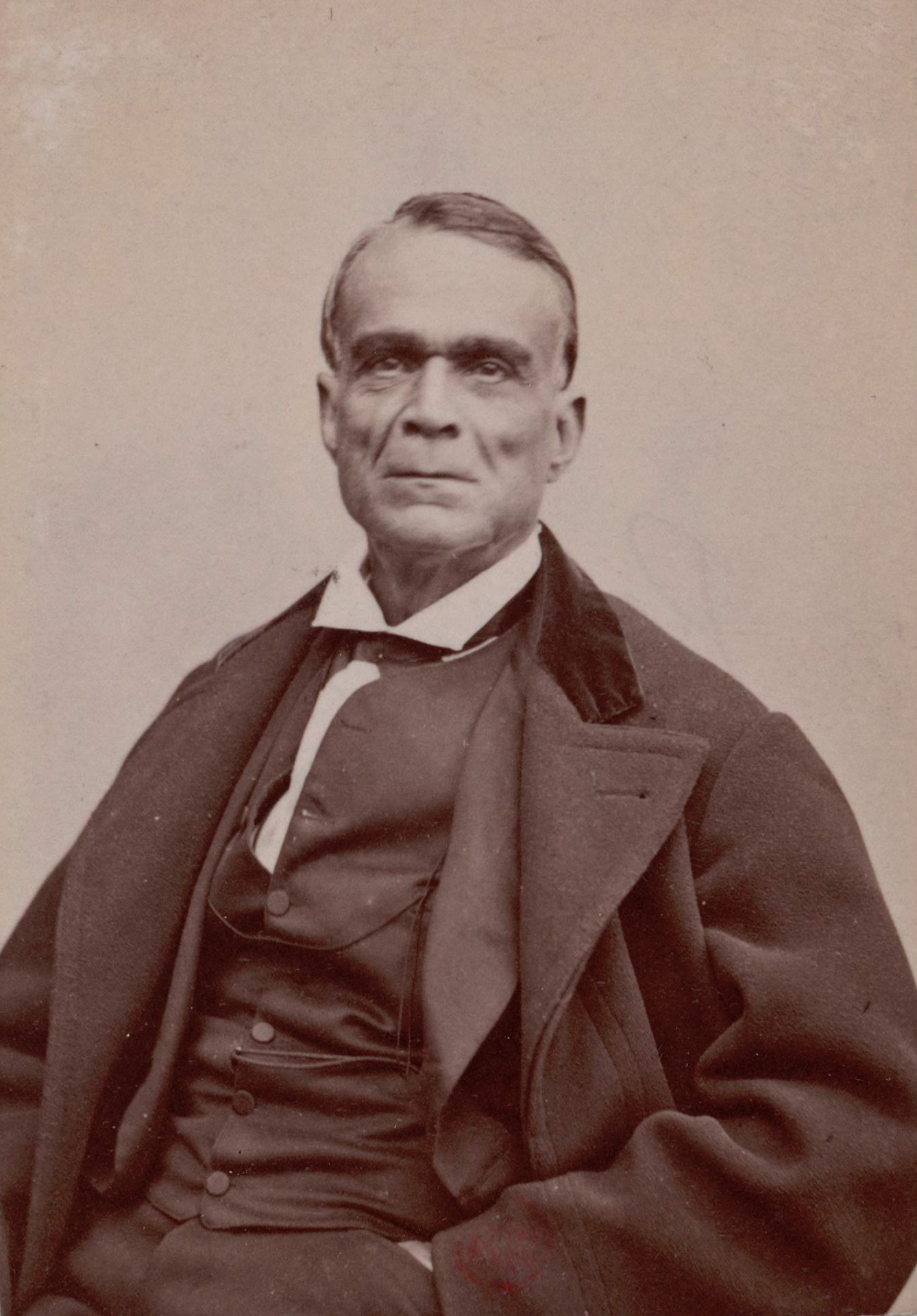
Pierre-Marie Pory-Papy, Abolitionniste et antiesclavagiste, député de 1848 à 1849 et de 1871 à 1874

### Écrivains et intellectuels martiniquais

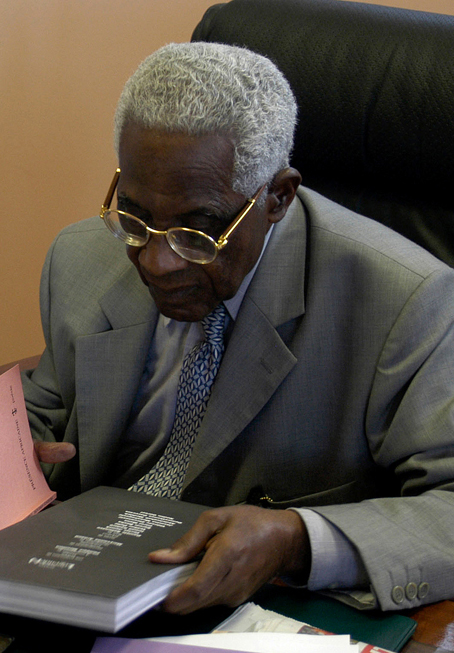
Aimé Césaire Poète et dramaturge auteur du Cahier d'un retour au pays natal. Il est un des fondateurs de la Négritude

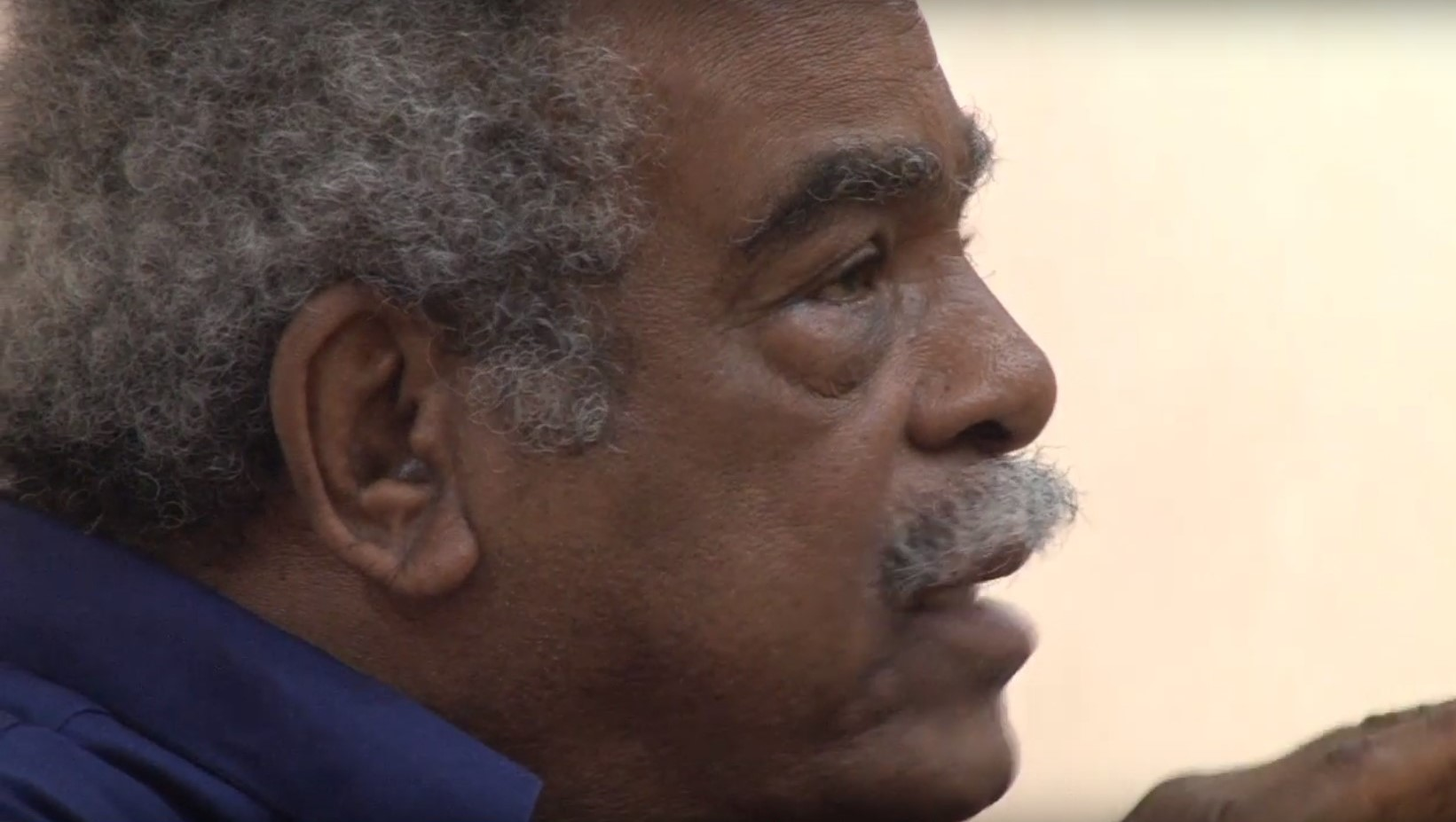
Édouard Glissant, romancier, poète, essayiste et philosophe, il obtient le Prix Renaudot en 1958, le Prix Puterbaugh aux États-Unis en 1989 et le Prix Roger Caillois en 1991. Edouard Glissant est fondateur du mouvement littéraire l'Antillanité et du concept philosophique "Le Tout Monde"

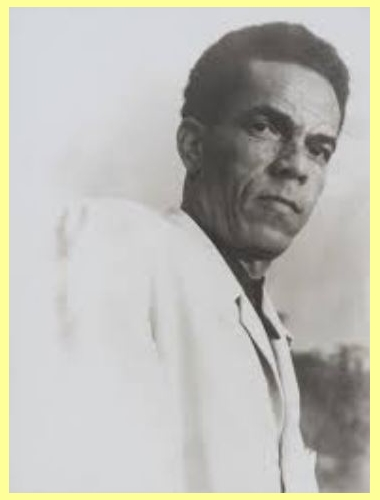
René Ménil, Philosophe, essayiste, Prix Frantz Fanon en 1999. Il est en 1932, l'un des initiateurs de la littérature martiniquaise engagée dans Légitime Défense

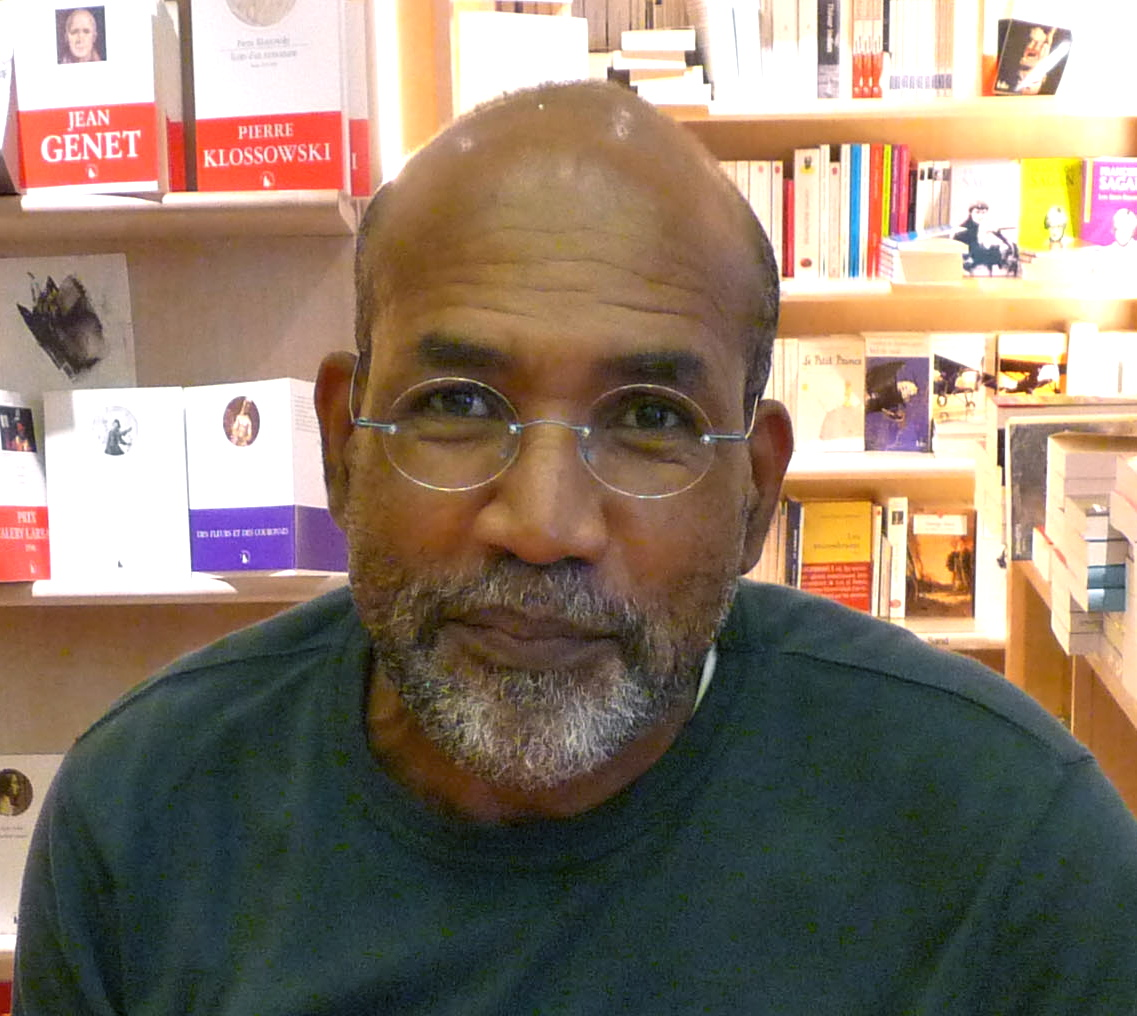
Patrick Chamoiseau, Romancier, essayiste et Prix Goncourt en 1992 pour son roman Texaco, commandeur de l'ordre des Arts et des Lettres en 2010, Docteur Honoris Causa de l'université de Parme en Italie en 2021, lauréat du Prix Marguerite Yourcenar en 2023. Il est cofondateur du mouvement littéraire la Créolité

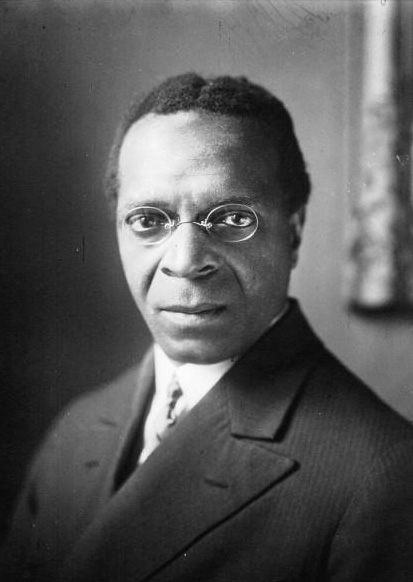
René Maran, Romancier Prix Goncourt en 1921 pour son roman Batouala - Véritable roman nègre. Il est le premier écrivain noir lauréat du prix Goncourt.

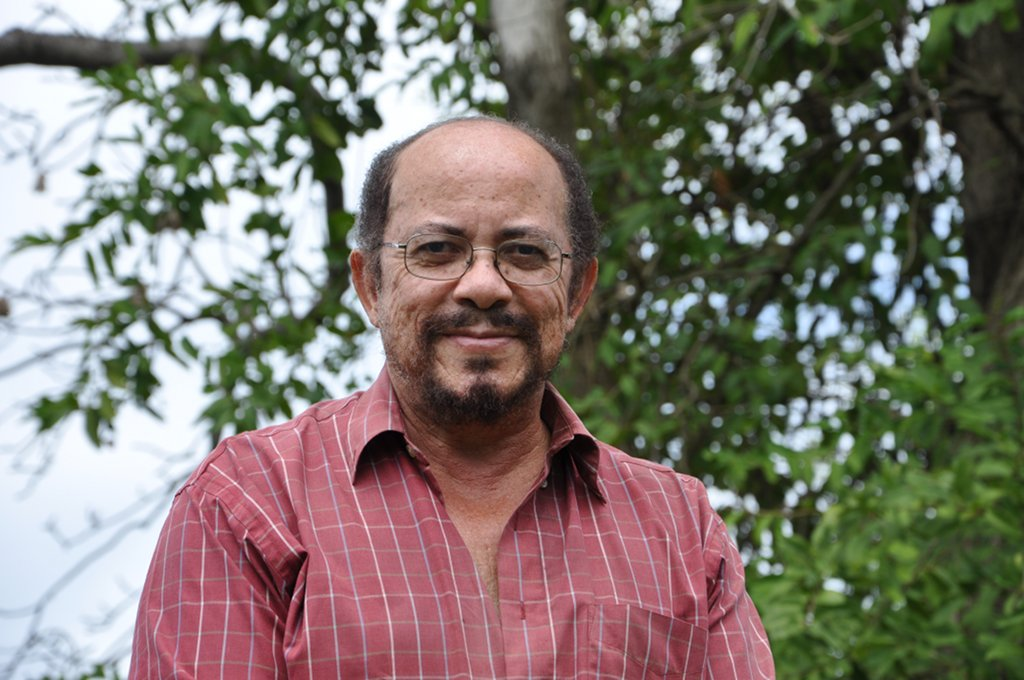
Raphaël Confiant, Romancier, il est en 1989, l'un des fondateurs du mouvement littéraire la Créolité. Il a obtenu plusieurs prix littéraires dont le prix Novembre en 1991 pour son roman Eau de café, le Prix Shibusawa-Claudel au Japon, le Prix Antigone, le Prix littéraire des Caraïbes, le Prix Carbet et le Prix Casa de las Américas à Cuba.

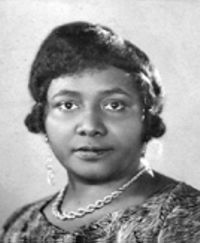
Paulette Nardal, Brillante intellectuelle, elle est la première femme noire de l'histoire, inscrite à l'Université de la Sorbonne à Paris et une militante de la cause noire avec sa sœur Jeanne, elle fut aussi une des inspiratrices du courant littéraire de la négritude.

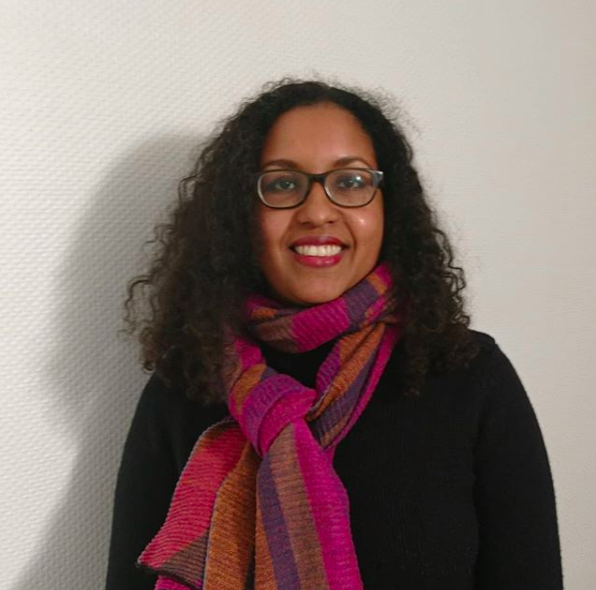
Gaël Octavia, Romancière et nouvelliste. Gaël Octavia est lauréate en 2025 du Prix Goncourt de la nouvelle pour "l'étrangeté de Mathilde T".

#### Représentation nationale
La Martinique est représentée depuis le 6 juillet 2024 à l'Assemblée nationale par quatre députés, Béatrice Bellay, Marcellin Nadeau, Jean-Philippe Nilor et Jiovanny William et au Sénat par deux sénateurs, Catherine Conconne et Frédéric Buval depuis le 24 septembre 2023.
Le poste de député de Serge Letchimy a été vacant du 1er juillet 2021 au 18 juin 2022. En effet, Serge Letchimy avait démissionné pour occuper la fonction de président du Conseil exécutif de Martinique qui est incompatible avec le mandat de député.
La Martinique est également représentée au Conseil économique, social et environnemental par Pierre Marie-Joseph depuis le 26 avril 2021.

#### Représentation auparlement européen
Depuis les Élections européennes de 2024 en France la Martinique n'a plus de député au parlement européen.

#### Intercommunalités

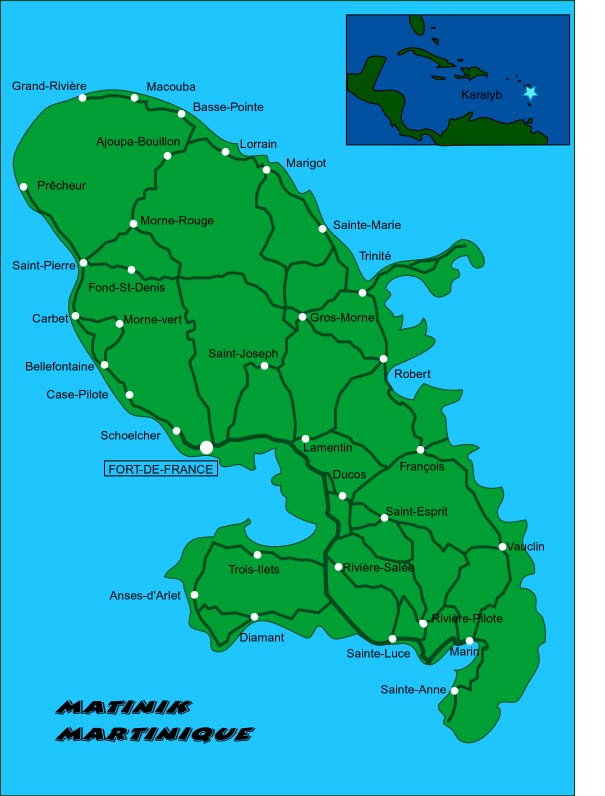
Carte des communes de la Martinique.

La Martinique compte trois structures intercommunales :
- la communauté d'agglomération du Pays Nord Martinique (CAP Nord Martinique), dont le président est le maire de Sainte-Marie, Bruno Nestor Azerot depuis le 15/07/2020[62],
- la communauté d'agglomération du Centre de la Martinique (CACEM), dont le président est le maire de Schœlcher, Luc-Louison Clémenté depuis le 11/07/2020[63];
- La communauté d'agglomération de l'espace sud de la Martinique (CAESM), dont le président est le maire de Rivière-Salée, André Lesueur depuis le 17/07/2020[64].

### Villes et communes
| Nom            | Code Insee | Intercommunalité                    | Superficie (km2) | Population (dernière pop. légale) | Densité (hab./km2) | Modifier                                    |
| -------------- | ---------- | ----------------------------------- | ---------------- | --------------------------------- | ------------------ | ------------------------------------------- |
| Fort-de-France | 97209      | CA du Centre de la Martinique       | 44,21            | 75 165 (2022)                     | 1 700              | modifier les données · modifier les données |
| Le Lamentin    | 97213      | CA du Centre de la Martinique       | 62,32            | 39 346 (2022)                     | 631                | modifier les données · modifier les données |
| Le Robert      | 97222      | CA du Pays Nord Martinique          | 47,30            | 21 490 (2022)                     | 454                | modifier les données · modifier les données |
| Schœlcher      | 97229      | CA du Centre de la Martinique       | 21,17            | 19 342 (2022)                     | 914                | modifier les données · modifier les données |
| Ducos          | 97207      | CA de l'espace sud de la Martinique | 37,69            | 17 837 (2022)                     | 473                | modifier les données · modifier les données |
| Saint-Joseph   | 97224      | CA du Centre de la Martinique       | 43,29            | 16 470 (2022)                     | 380                | modifier les données · modifier les données |
| Le François    | 97210      | CA de l'espace sud de la Martinique | 53,93            | 15 858 (2022)                     | 294                | modifier les données · modifier les données |
| Sainte-Marie   | 97228      | CA du Pays Nord Martinique          | 44,55            | 14 827 (2022)                     | 333                | modifier les données · modifier les données |
| Rivière-Salée  | 97221      | CA de l'espace sud de la Martinique | 39,38            | 11 818 (2022)                     | 300                | modifier les données · modifier les données |
| Rivière-Pilote | 97220      | CA de l'espace sud de la Martinique | 35,78            | 11 797 (2022)                     | 330                | modifier les données · modifier les données |
| La Trinité     | 97230      | CA du Pays Nord Martinique          | 45,77            | 11 622 (2022)                     | 254                | modifier les données · modifier les données |
| Saint-Esprit   | 97223      | CA de l'espace sud de la Martinique | 23,46            | 10 422 (2022)                     | 444                | modifier les données · modifier les données |
| Gros-Morne     | 97212      | CA du Pays Nord Martinique          | 54,25            | 9 752 (2022)                      | 180                | modifier les données · modifier les données |
| Sainte-Luce    | 97227      | CA de l'espace sud de la Martinique | 28,02            | 9 275 (2022)                      | 331                | modifier les données · modifier les données |
| Le Marin       | 97217      | CA de l'espace sud de la Martinique | 31,54            | 8 526 (2022)                      | 270                | modifier les données · modifier les données |

### Évolution institutionnelle et statutaire de l'île
Pendant la décennie 2000, le débat politique en Martinique porte sur la question de l'évolution statutaire de l'île. Deux idéologies politiques s'affrontent, l'assimilationnisme et l'autonomisme. D'un côté, il y a ceux qui veulent une évolution statutaire fondée sur l'article 73 de la Constitution française, c'est-à-dire que toutes les lois françaises s'appliquent de plein droit en Martinique, en droit cela s'appelle l'identité législative, et de l'autre les autonomistes qui veulent une évolution statutaire fondée sur l'article 74 de la Constitution française, autrement dit un statut autonome placé sous le régime de la spécialité législative à l'instar de Saint-Martin et Saint-Barthélemy.
Depuis la révision constitutionnelle du 28 mars 2003, quatre possibilités s'offrent à la Martinique :
- Première possibilité : le statu quo, la Martinique garde son statut de département et région d'Outre-Mer, en vertu de l'article 73 de la Constitution. Les DROM sont sous le régime de l'identité législative. Dans ce cadre, les lois et règlements sont applicables de plein droit, avec les adaptations nécessitées par les caractéristiques et contraintes particulières aux collectivités concernées.
- Deuxième possibilité : si les acteurs locaux, et d'abord les élus, sont d'accord, ils pourront dans le cadre de l'article 73 de la Constitution proposer une évolution institutionnelle telle que la création d'une assemblée unique (fusion du conseil général et du conseil régional). Mais le département et la région sont conservés. Le gouvernement pourra proposer au président de la République de consulter les électeurs sur cette question. En cas de réponse négative, rien ne sera possible. En cas de réponse positive, la décision définitive reviendra au Parlement qui décidera finalement, ou non, de la réforme en votant une loi ordinaire.
- Troisième possibilité : les élus pourront proposer la création d'une nouvelle collectivité dans le cadre de l'article 73 de la Constitution française. Cette nouvelle collectivité remplacera le département et la région. Elle réunira les compétences qui sont actuellement dévolues au conseil général et au conseil régional. Cette collectivité régie par l'article 73 est placée sous le régime de l'identité législative et n'est donc pas autonome. Elle aura comme institutions un conseil exécutif, une assemblée délibérante et un conseil économique et social.
- Quatrième possibilité : si un consensus se dégage, les élus pourront proposer au gouvernement un changement statutaire, c'est-à-dire la transformation de la Martinique en collectivité d'outre-mer (COM). En effet, depuis la révision constitutionnelle du 28 mars 2003, les départements d'outre-mer peuvent, en vertu de l'article 74, évoluer en collectivité d'outre-mer (COM) à l'instar de Saint-Martin et Saint-Barthélemy. Contrairement aux DOM, les COM sont sous le régime de la spécialité législative. Les lois et décrets de la République s'y appliquent sous certaines conditions fixées par la loi organique définissant leur statut. Les COM disposent d'une plus large autonomie que les DOM. Les COM sont dotées d'un conseil exécutif, d'un conseil territorial et d'un conseil économique et social. Le préfet est le représentant de l'État français dans la collectivité d'outre-mer.

Cependant, la Constitution française précise dans l'article 72-4 « Aucun changement, pour tout ou partie de l'une des collectivités mentionnées au deuxième alinéa de l'article 72-3, de l'un vers l'autre des régimes prévus par les articles 73 et 74, ne peut intervenir sans que le consentement des électeurs de la collectivité ou de la partie de collectivité intéressée ait été préalablement recueilli dans les conditions prévues à l'alinéa suivant. »
En 2003, une nouvelle organisation est envisagée, dans laquelle l'institution régionale et l'institution départementale fusionneraient en une institution unique. Cette proposition est rejetée en Martinique (mais aussi en Guadeloupe) à 50,48 % lors d'un référendum le 7 décembre 2003.
Le 10 janvier 2010, une consultation de la population a lieu. Les électeurs sont amenés à se prononcer par référendum sur un éventuel changement de statut de leur territoire. Ce scrutin propose aux électeurs « d'approuver ou de rejeter le passage au régime prévu à l'article 74 de la Constitution ». Une majorité d'électeurs, 79,3 %, répond « non ».
Le 24 janvier suivant, lors d'un second référendum, les Martiniquais approuvent à 68,4 % le passage à une « collectivité unique » dans le cadre de l'article 73 de la Constitution, c'est-à-dire qu'une assemblée unique exercera les compétences du conseil général et du conseil régional.

#### Nouvelle collectivité de Martinique
Le projet des élus martiniquais au gouvernement propose une collectivité territoriale unique régie par l'article 73 de la Constitution dont le nom est « Collectivité territoriale de Martinique ». L'assemblée unique qui remplace le conseil général et le conseil régional s'appelle « Assemblée de Martinique ». L'Assemblée de Martinique est composée de 51 conseillers, élus pour six ans au scrutin de liste à la proportionnelle intégrale (la circonscription électorale est divisée en quatre sections). Une prime majoritaire de 20 % est attribuée à la liste qui arrive en tête. L'organe exécutif de cette collectivité s'appelle « le conseil exécutif », lequel est composé de neuf conseillers exécutifs, dont un président. Le président de la collectivité de Martinique est le président du conseil exécutif. Le conseil exécutif est responsable devant l'Assemblée de Martinique, qui peut le renverser par une motion de défiance constructive. Contrairement au fonctionnement précédent du conseil général et du conseil régional, l'Assemblée de Martinique est séparée du conseil exécutif et a à sa tête un bureau et un président.
La nouvelle collectivité de Martinique regroupe les compétences du conseil général et du conseil régional, mais elle pourra obtenir de nouvelles compétences par le biais des habilitations conformément à l'article 73. Le conseil exécutif est assisté d'un conseil consultatif, le Conseil économique, social, environnemental, de la culture et de l'éducation de Martinique.
Le projet de loi a été approuvé le 26 janvier 2011 par le gouvernement français. La loi ordinaire a été présentée au Parlement durant le premier semestre 2011 et a abouti à l'adoption de la loi no 2011-884 du 27 juillet 2011 relative aux collectivités territoriales de Guyane et de Martinique.

### Forces politiques
La vie politique martiniquaise s'articule, pour l'essentiel, autour de formations politiques martiniquaises et de fédérations locales des partis nationaux (PS et LR). La classification suivante tient compte de leur positionnement par rapport à l'évolution statutaire de l'île : il y a les assimilationnistes (partisans d'une évolution institutionnelle ou statutaire dans le cadre de article 73 de la Constitution française), les autonomistes et indépendantistes (sont favorables à une évolution statutaire fondée sur l'article 74 de la Constitution française). En effet, le 18 décembre 2008, lors du congrès des élus départementaux et régionaux de la Martinique, les trente-trois élus indépendantistes (MIM/CNCP/MODEMAS/PALIMA) des deux assemblées ont voté à l'unanimité pour une évolution statutaire de l'île fondée sur l'article 74 de la Constitution française qui permet l'accès à l'autonomie ; cette évolution statutaire a été massivement rejetée (à 79,3 %) par la population lors du référendum du 10 janvier 2010.

## Drapeaux, symboles et hymne
Le drapeau de la France (bleu, blanc, rouge) est le drapeau national officiel, de même l'hymne national officiel de la France est La Marseillaise.

Drapeau adopté officiellement le 2 février 2023 par les élus de l'Assemblée de Martinique pour représenter la Martinique lors des manifestations culturelles et sportives

Le drapeau « rouge vert noir » a été adopté officiellement le 2 février 2023 par les élus de l'Assemblée de Martinique pour représenter la Martinique lors des manifestations sportives et culturelles,. Le drapeau "rouge vert noir" a été créé en 1968 par l'écrivain martiniquais anticolonialiste Guy Cabort-Masson et par l'historien Alex Ferdinand dans sa présentation actuelle, c'est-à-dire avec un triangle rouge et de deux trapèzes, vert et noir, superposés.

### Drapeau historique «aux quatre serpents»

Pavillon historique dit « aux quatre serpents ».

Cet emblème historique, utilisé pour représenter la Martinique dans la liste des émojis, depuis 2015,,, est remplacé par l'émoji drapeau « rouge vert noir » en 2024 pour les appareils apple fonctionnant sur IOS 17.4.

### Hymne territorialAnsanm
L'Hymne martiniquais Ansanm a été adopté officiellement le 2 février 2023 par les élus de l'Assemblée de Martinique pour représenter la Martinique lors des manifestations sportives et culturelles. Le 14 mai 2024, le tribunal administratif de Fort de France annule l'hymne territorial Ansanm pour vice de procédure.
Les paroles de l'Hymne : Titre en créole martiniquais « Ansanm » traduit en français « Ensemble »
| Ansanm |
| --- |
| Premier couplet |
| Manmay Matinik, i lè pou nou sanblé manman nou bizwen ich li soudé, fodré nou fè foss pou sové latèa ki fè nou ni manjé jodia.          |
| Refrain : |
| An ti lilet mè yo sé di sé paradi, an moso tè ki ka poté lavi, la nati ka kriyé matinitjé lévé la viktwa sé pou nou si nou lé.          |
| Couplet 2 |
| Nou pa doubout la pou gadé mas pasé nou ka djoubatjé pou nou vansé, zansèt nou montré yo té vayan guérié sé pou sa nou tout la ké lité. |
| Refrain |
| Couplet 3 |
| Manmay matinik, nou bel nou gran, nou fô, fopa nou kité manman nou mô, annou pa lésé pèson divisé nou kanmarad, ansam nou ké genyen.    |
| Refrain |

## Transports

### Route

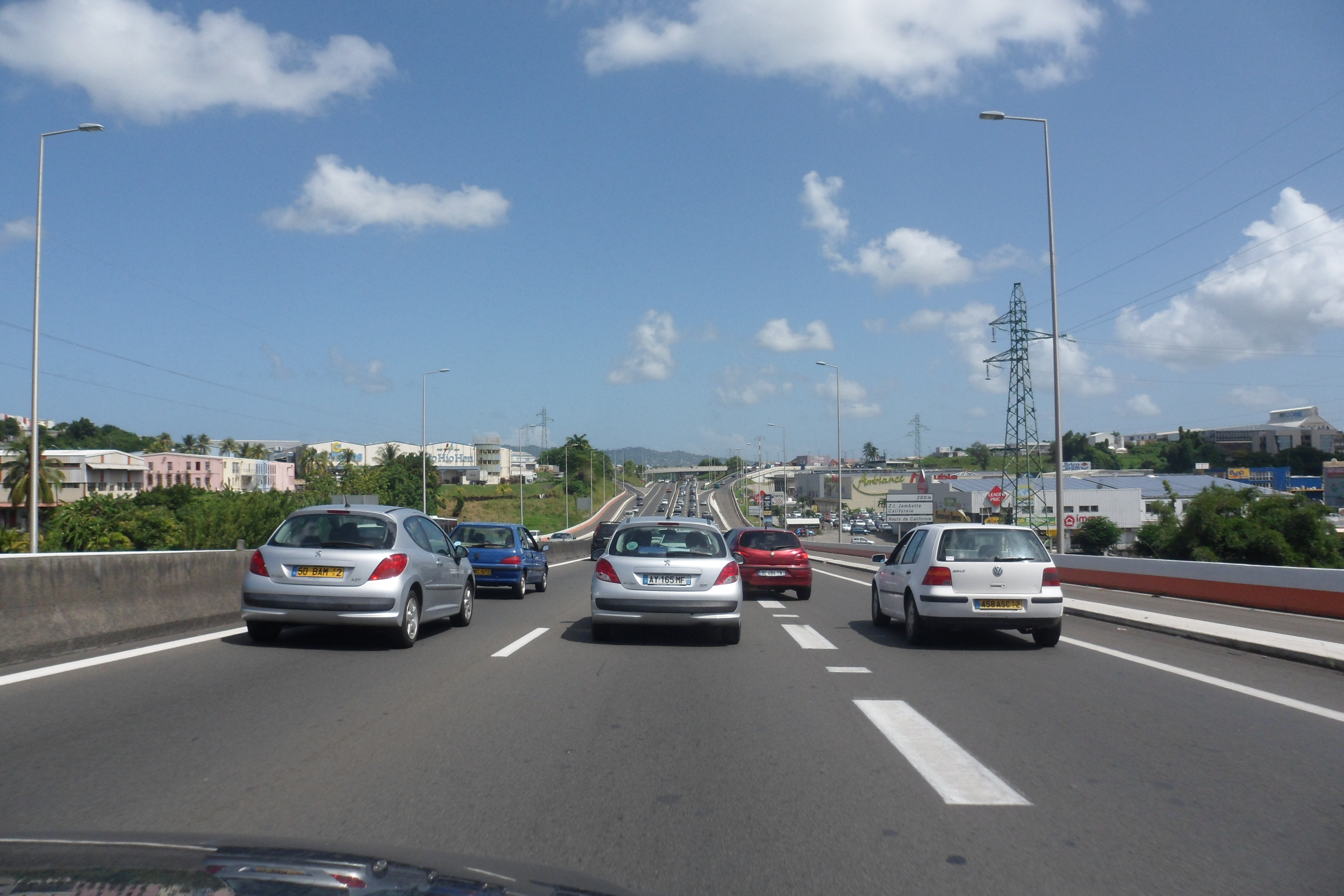
L'autoroute A1 à Fort-de-France.

#### Réseau

Réseau routier de la Martinique (2023).

En 2019, le réseau routier de la Martinique est composé de 2 123 km de routes:
- 7 km d'autoroute (A1 entre Fort-de-France et le Lamentin) ;
- 919 km de routes départementales et de routes dites nationales ;
- 1 197 km de voies communales.

#### Parc automobile
Proportionnellement à sa population, la Martinique est le département français totalisant le plus grand nombre d'immatriculations,.
En 2019, 19 137 véhicules neufs ont été immatriculés en Martinique soit 42 véhicules neufs achetés pour 1 000 habitants (+14 en 5 ans), pour le plus grand bénéfice des concessionnaires.

#### Transports en commun
L'établissement public « Martinique Transport » a été créé en décembre 2014. Cet établissement a la charge pour l'ensemble de l'île des transports urbain, interurbain de passagers (taxicos), maritime, scolaire, des élèves en situation de handicap, ainsi que du réseau de bus.

##### TCSP
La première ligne de transport collectif en site propre de Martinique (TCSP), desservi par des bus à haut niveau de service entre Fort-de-France et l'aéroport au Le Lamentin, a été mise en service le 13 août 2018. Des extensions sont envisagées vers Schœlcher, le Robert et Ducos.

### Desserte portuaire
Compte-tenu du caractère insulaire de la Martinique, son approvisionnement par la mer est essentiel. Le port de Fort-de-France est ainsi le 7e port français pour le trafic conteneurisé. Il est devenu depuis 2012 le Grand Port Maritime (GPM) de la Martinique, à la suite de la décision de l'État de moderniser les infrastructures portuaires d'intérêt national.

### Desserte aérienne
L'aéroport de l'île est l'aéroport international de Martinique-Aimé-Césaire. Il est situé sur la commune du Lamentin. Son trafic civil (1 696 071 passagers en 2015) le place au treizième rang des aéroports français, derrière ceux de deux autres départements d'outre-mer (l'aéroport Guadeloupe - Pôle Caraïbes de Pointe-à-Pitre en Guadeloupe et l'aéroport de La Réunion-Roland-Garros). Son trafic est très fortement polarisé par la métropole, le trafic international étant très limité (192 244 passagers en 2017) et en recul.

### Voies ferrées
Après l'abolition de l'esclavage, les premières locomotives font leur apparition en Martinique en 1862, pour le transport de cannes des usines sucrières du Lareinty au Lamentin et du Galion à Trinité.
Vers 1900, la Martinique comptait plus de 250 km de voies ferrées pour la desserte des usines sucrières (transport de la canne), mais avec la crise sucrière et la fermeture des usines le transport ferroviaire tombe en désuétude. Seul un train touristique subsiste à Sainte-Marie entre l'habitation Saint-James et le musée de la banane,.

## Approvisionnement en eau potable
L'eau distribuée par le réseau d'eau potable de Martinique provient à « 90 % à partir de prises d’eau en rivière, dans cinq bassins versants. Ainsi, même si l’eau ne manque pas, la situation devient très critique en période de carême avec des prélèvements entraînant l’assèchement de plusieurs cours d’eau ».
Les ressources en eau sont abondantes mais inégalement réparties:
« Quatre communes (Saint-Joseph, Gros-Morne, le Lorrain et Fort-de-France) fournissent 85 % de l'eau potable de Martinique.
Il n'y a pas de captage dans le Sud de l'île. L'eau consommée dans le Sud provient exclusivement des prélèvements du Nord et du Centre (la rivière Blanche qui se jette dans la Lézarde, la Capot, la Lézarde et la Dumauzé principalement). Ainsi, 60 % du total est prélevé dans une seule rivière (la Lézarde et son affluent la rivière Blanche)... Cette concentration des prélèvements peut constituer un risque en situation de crise, comme une sécheresse par exemple ».

## Télécommunications, télévision, Internet et médias

### Téléphonie mobile
Quatre réseaux de téléphonie mobile sont présents en Martinique : Orange, SFR Caraïbe, Digicel et Free depuis mai 2022 (Free bénéficiant d'un partage d'antennes avec Digicel pendant deux ans).
Selon l'Arcep, mi-2018, la Martinique est couverte à 99% par la 4G.

### Télévision

#### TNT
Le bouquet TNT comprend 10 chaines gratuites : 4 chaînes nationales du groupe France Télévisions, la chaîne d'info France 24, Arte et 4 chaines locales Martinique 1re, ViàATV, KMT Télévision. Zouk TV a cessé d'émettre en avril 2021 et est remplacée par Zitata TV.
Les téléspectateurs de Martinique n'ont pas accès gratuitement aux autres chaines nationales gratuites du bouquet TNT de France métropolitaine (groupe TF1, groupe M6. etc.)
Les téléspectateurs de l'outre-mer français n'ont pas non plus accès gratuitement à la chaine culturelle du service public « culturebox » qui n'est pas diffusée localement sur la TNT.

#### Satellite
Le bouquet satellite francophone payant Canal+ Caraïbes est accessible.

### Liste non exhaustive de médias locaux
- ZayActu ;
- Radio Caraïbes International (RCI) ;
- KMT (chaîne de télévision) ;
- Martinique La Première (télévision), Martinique La Première (radio) ;
- France-Antilles (presse régionale) ;
- ViàATV (chaine de télévision) ;
- Zitata TV.

### Câbles de liaisons téléphoniques et Internet
Début 2019, Orange met en service « Kanawa », un nouveau câble sous-marin reliant la Martinique à la Guyane ,.
La Martinique est par ailleurs reliée par plusieurs autres câbles sous-marins: ECFS (en), Americas-2 (en) et Southern Caribbean Fiber,.

## Économie

### PIB
Le produit intérieur brut régional de la Martinique s'élevait à près de 9 milliards d'euros en 2020, soit 24 728 euros par habitant, chiffre le plus élevé des départements et régions d'outre-mer, mais inférieur à la moyenne nationale française (34 202 euros par habitant).
L'économie martiniquaise est fortement tertiarisée. Ainsi, en 2010, les services représentaient 84,2 % de la richesse produite, contre 13,5 % pour l'industrie et la construction, et 2,3 % pour l'agriculture, la pêche et l'aquaculture.
Malgré un indice de développement humain (IDH) élevé, calculé à 0,814 en 2011, faisant d'elle le 39e territoire le plus développé au monde sur 187 au total (et 2e ex-aequo (avec la Guadeloupe) dans les Caraïbes après Porto Rico)[réf. nécessaire], la Martinique connaît une situation économique difficile, caractérisée notamment par un taux de chômage important (12,9 % de la population active en 2021).

### Balance Export/Import
Les exportations de biens et de services en 2015 représentent 1 102 millions d'euros (504 millions d'euros de biens), dont plus de 20 % de produits pétroliers raffinés (raffinerie SARA implantée dans la ville du Lamentin), 95,9 millions d'euros de produits agricoles, sylvicoles, piscicoles et aquacoles, 62,4 millions d'euros de produits des industries agroalimentaires et 54,8 millions d'euros d'autres biens.
Les importations de biens et de services en 2015 représentent 3 038 millions d'euros (dont 2 709 millions d'euros de biens), dont environ 40 % de produits pétroliers bruts et raffinés, 462,6 millions de produits agricoles et agro-alimentaires et 442,8 millions d'euros de biens d'équipements mécaniques, matériel électrique, électronique et informatique.

### Agriculture

#### Banane
La banane constitue la principale activité agricole, avec plus de 7 200 hectares cultivés, près de 220 000 tonnes produites et près de 12 000 emplois (directs + indirects) en chiffres 2006. Son poids dans l'économie de l'île est faible (1,6%), néanmoins elle génère plus de 40% de la valeur ajoutée agricole.

#### Rhum
Le rhum et notamment le rhum agricole représente 23 % de la valeur ajoutée agroalimentaire en 2005 et occupe 380 actifs sur l'île (y compris le rhum traditionnel). La production de l'île se situe autour des 90 000 hl d'alcool pur sur la campagne 2009, dont 79 116 hl d'alcool pur en rhum agricole (2009).

#### Canne à sucre
La canne à sucre occupe en 2009 4 150 hectares, soit 13,7 % des surfaces agricoles. La surface cultivée est en augmentation avec une progression de plus de 20 % sur les 20 dernières années, cette progression rapide pouvant s'expliquer par la forte valeur ajoutée du rhum produit et le renchérissement des cours mondiaux du sucre. Cette production évolue vers une concentration de plus en plus forte avec des exploitations de plus de 50 ha qui représentent 6,2 % des exploitations pour 73,4 % de la surface exploitée. La production annuelle a été d'environ 220 000 tonnes sur 2009 dont près de 90 000 tonnes ont été consacrées à la production de sucre, le reste ayant été livré aux distilleries de rhum agricole.

#### Ananas
Les ananas constituaient autrefois une part importante de la production agricole, mais ne représentaient en 2005, selon l'IEDOM, qu'1 % de la production agricole en valeur (2,5 millions d'euros contre 7,9 millions en 2000).

#### Café
Le café est introduit en 1721 par le capitaine dieppois Gabriel de Clieu. La culture s'y développe au travers des plantations esclavagistes et l'île compte près de 19 millions de pieds en 1777, avant de décliner face à production de la canne à sucre et de la banane, plus rémunératrices. Il ne subsiste par la suite que comme culture locale et s'efface. Une production à petite échelle est relancée à partir de 2010,.

### Tourisme
Le tourisme participe aussi à l'économie de l'île. En 2011, avec 1,347 millions de nuitées d'hôtel, la Martinique reste une destination touristique d'outremer privilégiée, même si la Guadeloupe dominait en 2003 le secteur en se distinguant par l'hospitalité de ses locaux, selon un sondage commandité par le ministère de l'outre-mer et réalisé par l'IFOP le 20 juin 2003[réf. nécessaire].

## Population et société

### Démographie
La Martinique compte 361 019 habitants en 2022, pour 1 128 km2, soit une densité de population de 320,1 hab./km2, contre 107,1 hab./km2 en France métropolitaine.
Comme dans la plupart des îles, cette densité a augmenté rapidement du fait de l'accroissement de la population : 255 hab./km2 en 1961, 319 en 1990, près de 353 en 2008. Mais la baisse récente de la fécondité, conjuguée avec un solde migratoire négatif, explique la diminution de la population du département depuis 2006. Ainsi, le taux d'accroissement dû au solde naturel a été de + 0,5 % par an de 2009 à 2014, alors que celui dû au solde apparent des entrées-sorties a été de - 1,1 % par an pendant la même période.
Le déficit migratoire s'est même accentué au cours des dernières années, passant de 1 100 personnes/an de 1990 à 2009 à 4 300 personnes/an de 2009 à 2014. L'émigration entraîne un vieillissement accéléré de la population (22 % de la population a plus de 60 ans en 2013, soit dix points de plus qu'en 1990), une diminution de la proportion de jeunes adultes (21 % des Martiniquais ont entre 20 et 40 ans contre 25 % en France métropolitaine) et, par conséquent, un affaiblissement du solde naturel (il y a à la fois plus de décès et moins de naissances).
La population est composée de noirs d'origine africaine, de métis amérindiens, de mulâtres, d'indo-caribéens (appelés coolies), d'Européens, de « békés », d'hindous ou Indiens. Elle contient quelques descendants de Syriens, de Libanais, d'Asiatiques et des immigrés d'origines diverses : Haïtiens, Saint-Luciens, Dominicains, etc.
| 1831    | 1853    | 1861    | 1867    | 1876    | 1886    | 1894    | 1905    | 1910    |
| ------- | ------- | ------- | ------- | ------- | ------- | ------- | ------- | ------- |
| 109 916 | 129 681 | 135 991 | 153 334 | 161 995 | 174 863 | 203 781 | 182 024 | 184 004 |

| 1921    | 1927    | 1931    | 1936    | 1946    | 1954    | 1961    | 1967    | 1974    |
| ------- | ------- | ------- | ------- | ------- | ------- | ------- | ------- | ------- |
| 244 439 | 227 798 | 234 500 | 246 712 | 261 595 | 239 130 | 292 062 | 320 030 | 324 832 |

| 1982    | 1990    | 1999    | 2006    | 2011    | 2016    | 2021    | 2022    | - |
| ------- | ------- | ------- | ------- | ------- | ------- | ------- | ------- | - |
| 328 566 | 359 572 | 381 427 | 397 732 | 392 291 | 376 480 | 360 749 | 361 019 | - |

### Langues
En tant que collectivité territoriale unique, l'île fait partie de la République française dont le français constitue la langue officielle pour l'ensemble du territoire. Néanmoins, la majorité de la population martiniquaise s'exprime en créole, langue régionale composée de mots de diverses origines (français, anglais, espagnol, langues ouest africaines, caraïbe) articulée par une syntaxe, une grammaire et une conjugaison d'origine africaine. Environ 10 % des élèves suivent un enseignement du créole à l'école et selon l'Insee, plus de 70% des Martiniquais et des Martiniquaises pratiquent le créole au quotidien chez eux, au travail ou entre amis.
Le 25 mai 2023, l'Assemblée de Martinique organe délibératif de la collectivité territoriale de Martinique (CTM) reconnait à la quasi-unanimité que le créole est la langue officielle de la Martinique au même titre que le français. Une modification du code général des collectivités territoriales sera présentée dans ce sens par la CTM, au Premier ministre, aux présidents de l'Assemblée nationale et du Sénat, ainsi qu'au préfet.

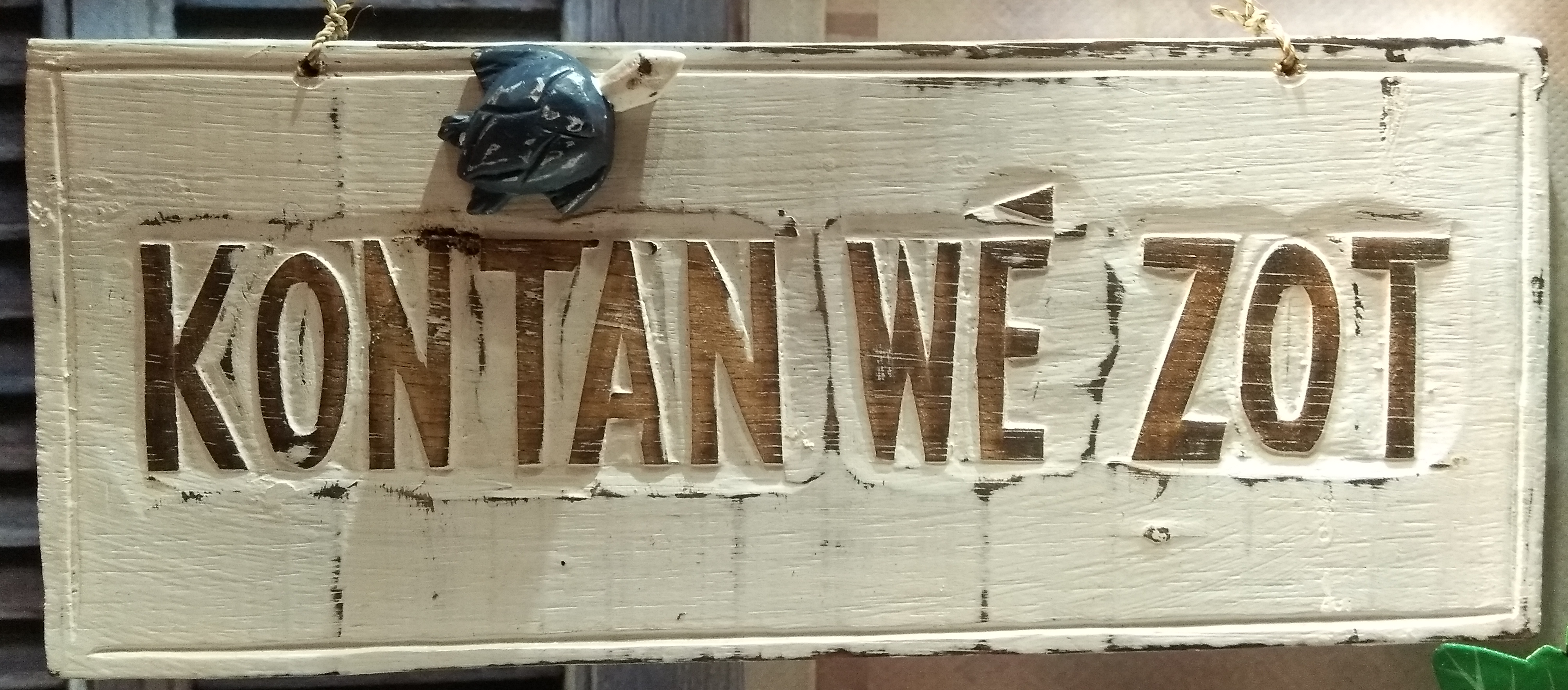
Panneau de bienvenue en créole martiniquais

Le statut du créole a changé depuis la création en 2000 d'un CAPES en langue et culture régionales, option créole. La langue créole est enseignée dans le secondaire et à l'université des Antilles.
En effet, une licence, un master et un doctorat de langue et culture régionales option créole existent depuis une dizaine d'années sur le campus de Schœlcher. En 2007, l'écrivain Raphaël Confiant publie, aux éditions Ibis rouge, le premier Dictionnaire créole martiniquais - français.
Le GEREC (Groupe d'études et de recherches en espace créolophone) fondé en 1975 par le professeur Jean Bernabé, a permis depuis plus de 30 ans de codifier le créole martiniquais. C'est la graphie du GEREC, qui fait référence en Martinique. Parmi les défenseurs de la langue créole en Martinique, on trouve les écrivains du mouvement littéraire la créolité, Raphaël Confiant, Patrick Chamoiseau, et Jean Bernabé.

### Familles de Martinique
Les familles martiniquaises sont issues de l'histoire particulière du peuplement de cette île. Elles se caractérisent par une proportion non négligeable de foyers monoparentaux : 24,9 % des familles (INSEE - Chiffres de 2015), contre 8,6 % en France métropolitaine.
Comme en métropole, la notion de famille monoparentale est à nuancer, selon la nature de l'implication du parent désigné comme absent. Ce parent peut être absent à cause d'un décès, d'une séparation ou d'un divorce. Le parent peut contribuer de façon variable à la vie de son enfant à des niveaux divers :
- économique, par le versement d'une pension alimentaire ou d'aides en nature, comme la prise en charge de dépenses liées à la scolarité ;
- affectif et éducatif, en donnant une place effective à son ou ses enfants dans sa vie personnelle : activités de loisirs - visites - régulation d'éventuels conflits, etc.

Cependant, la famille en Martinique est souvent comprise ou définie comme une famille élargie qui compte en son sein les « parents, amis et alliés ». Aussi, un parent chef de famille monoparentale pour l'état civil peut trouver des relais éducatifs et économiques dans ce réseau familial, qu'il soit proche ou plus éloigné d'un point de vue géographique.[réf. nécessaire]
Roger Bastide a particulièrement étudié les familles noires américaines, souvent de type matrifocal, c'est-à-dire centrées sur la mère et présentes dans toutes les régions de ce continent où a existé la traite négrière. Jean Benoist a décrit très finement des types de familles martiniquaises dans les années 1960, en particulier dans l'ouvrage L'Archipel inachevé : cultures et sociétés aux Antilles françaises. Cette typologie demeure d'actualité[réf. nécessaire].
Le développement de ces familles suit une évolution historique. Roger Bastide, dans son livre Les Amériques noires, publié en 1973, présente trois hypothèses explicatives sur l'origine de ces familles. Il décrit l'apport culturel de l'Afrique et des modèles conjugaux et familiaux africains (théorie de Herskovits). Il note les conséquences de l'esclavage et les dislocations familiales, à savoir les séparations survenant lors de la vente des esclaves (théorie de E. F. Frazier). La troisième théorie, celle de R. T. Smith, souligne la dimension économique qui expliquerait des unions successives chez des mères confrontées à de grandes difficultés dans leur vie quotidienne.[réf. nécessaire]
Dans les chansons, les traditions, les proverbes, il est fait mention de la mère, femme « poto mitan », poutre maîtresse dans le foyer.

### Éducation
- Académie des Antilles et de la Guyane (1973-1997), académie de Martinique[117](1997-)
- Université des Antilles et de la Guyane (1982-2014), université des Antilles depuis 2014
- 344 établissements scolaires publics et privés, 258 pour le premier degré : 228 écoles publiques, 30 écoles privées (11 sous contrat, dont 2 avec présence d'une classe hors contrat, et 19 hors contrat)
- 86 pour le second degré :
  - 66 établissements publics : 43 CLG, 7 LGT, 7 LPO et 9 LP
  - 14 établissements privés sous contrat : 7 CLG, 3 LGT, 2 LPO et 2 LP
  - 6 établissements privés hors contrat, dont 4 CLG, 1 LGT, comme la Cité scolaire adventiste RAMA, le collège Lisette-Moutachy et le couvent Saint-Joseph-de-Cluny
- 12 circonscriptions IEN
- 3 bassins de formations
- 62 établissements publics en réseau d'éducation prioritaire renforcée (REP+) dits « préfigurateurs » : 9 collèges et 53 écoles
- 79 établissements publics en réseau d'éducation prioritaire (REP) : 13 collèges et 66 écoles
- 4 centres d'information et d'orientation (CIO)
- 1 GRETA unique (création depuis le 1er janvier 2017 après dissolution des 3 GRETA)
- 4 CFA
- 1 pôle universitaire
- 3 établissements relevant de la direction de l'Alimentation, de l'Agriculture et de la Forêt de la Martinique (DAAF)

### Religions, sectes et autres croyances en Martinique
Les religions basées sur la bible sont les plus répandues à la Martinique, notamment la religion catholique, c'est une des conséquences de la christianisation forcée des esclaves imposée par le code noir.

#### Catholiques
La religion catholique reste la plus répandue, elle est représentée dans chaque commune ou village et compte 49 paroisses.
L'île compte notamment les lieux de culte remarquables classés monuments historiques, suivants : la cathédrale Saint-Louis de Fort-de-France, l'église Sacré-cœur de Balata et la Cathédrale Notre-Dame-de-l'Assomption de Saint-Pierre de la Martinique.

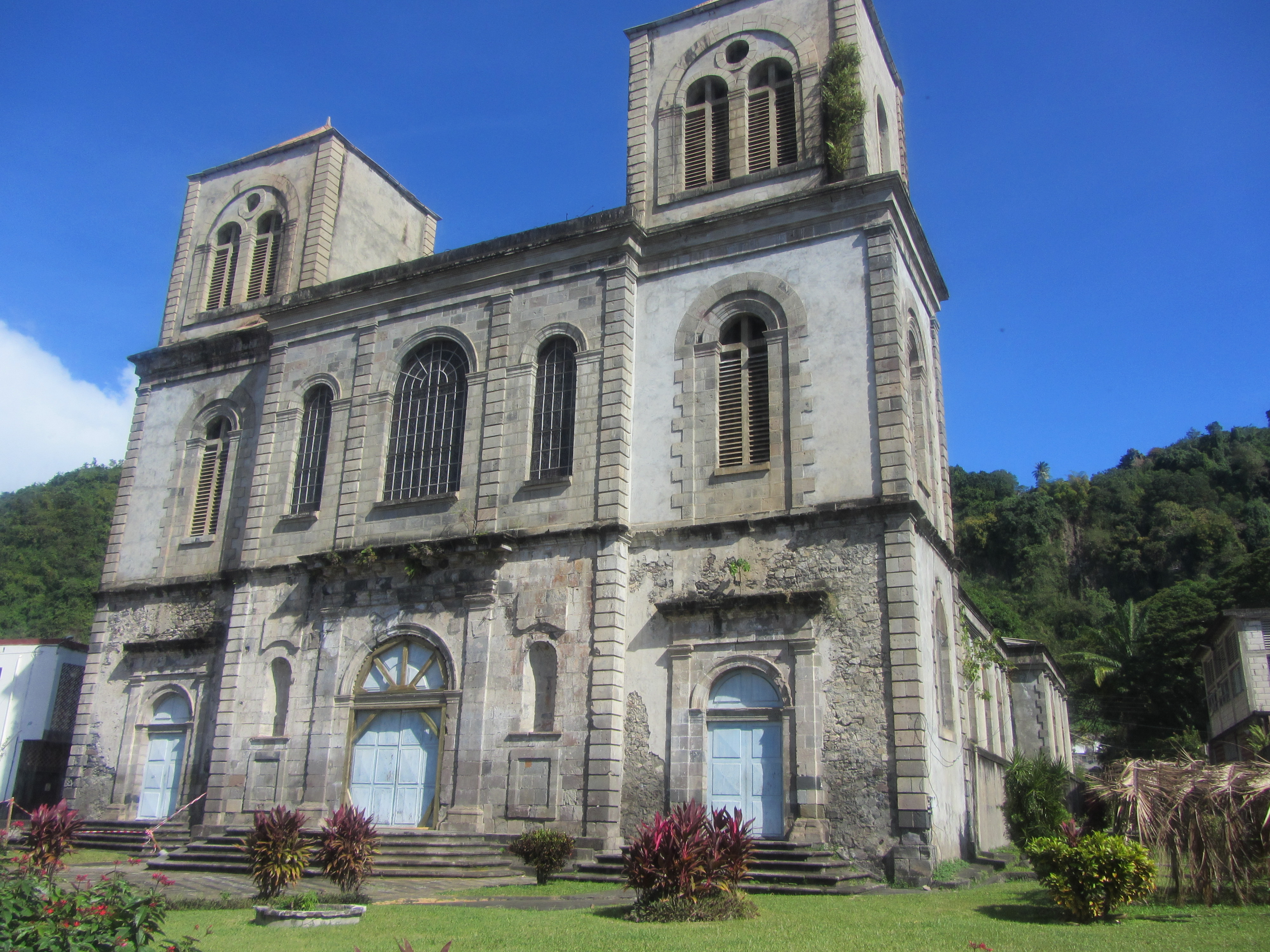
Cathédrale de St Pierre[120].
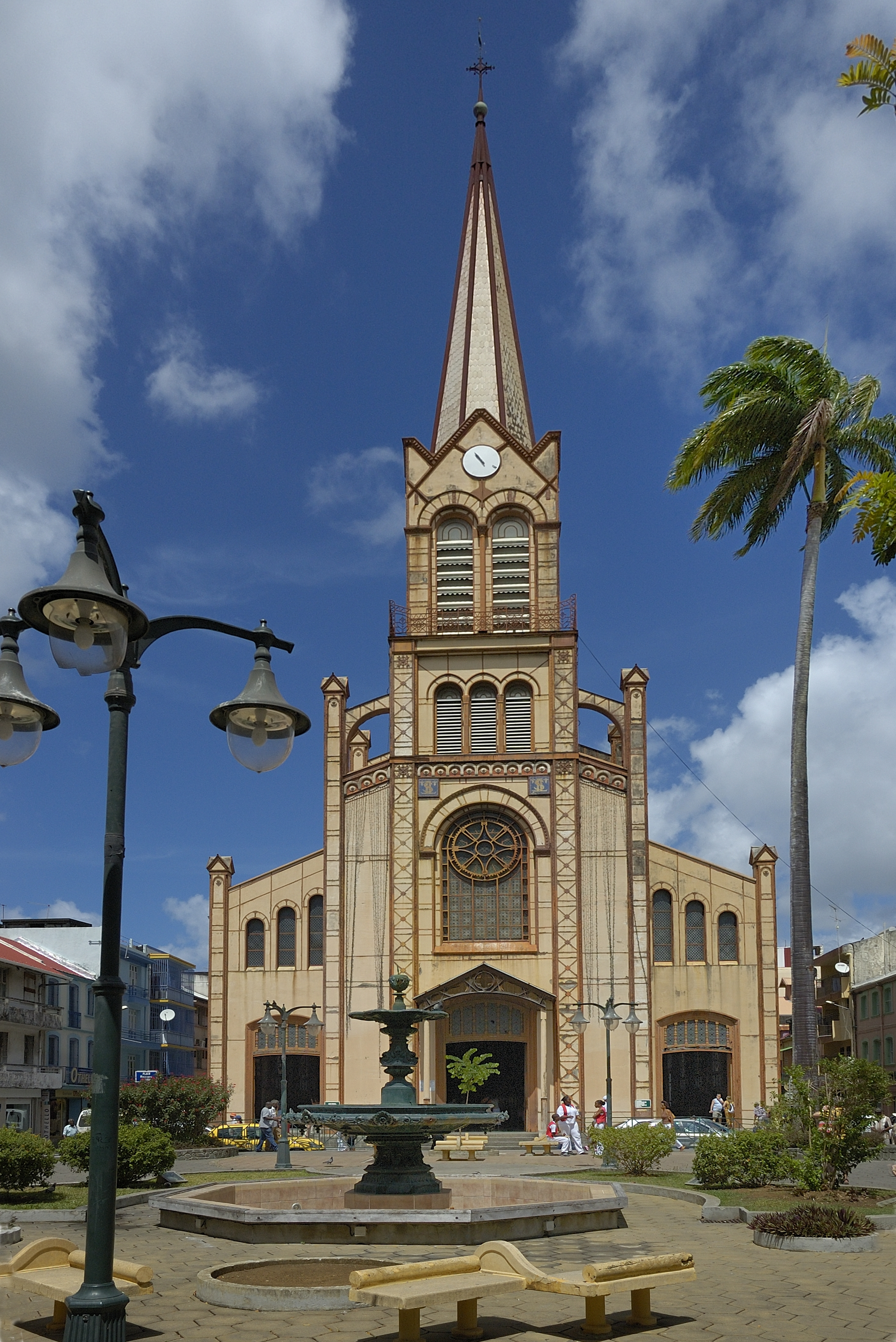
Cathédrale de Fort-de-France[121].
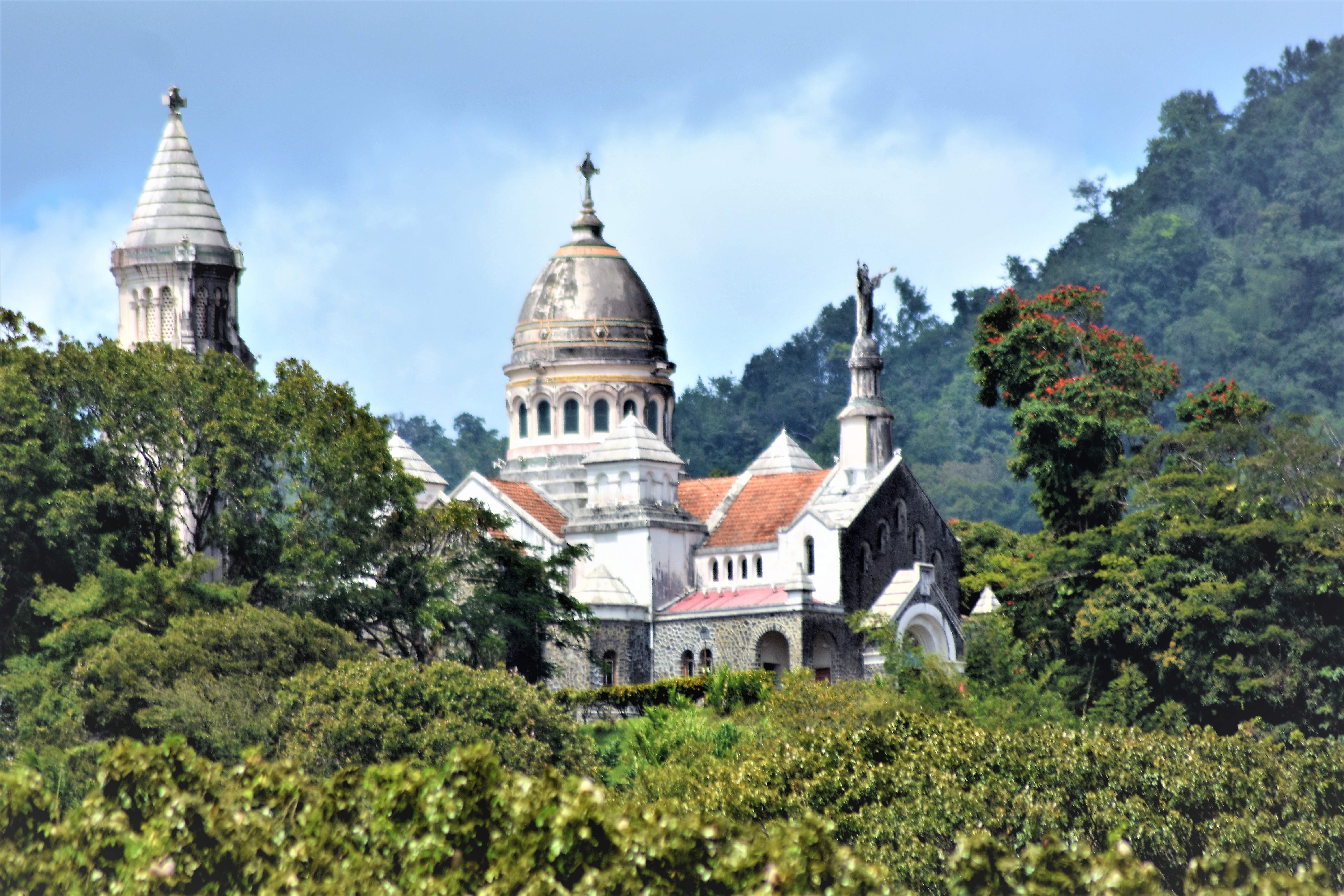
Sacré-Cœur de Balata[122].

#### Adventistes du7ejour
Cette religion est introduite dans l'île en 1919 et comporte plus de 70 églises sur l'île.

#### Évangéliques
La Martinique compte plus de 70 églises évangéliques.

#### Témoins de Jéhovah
La Martinique compte plus de 60 assemblées de prière.

#### Juifs
« La diaspora juive est apparue en Martinique à la suite de l’arrivée des premiers colons sur l’île. »,.

#### Musulmans
L'Islam fait son apparition en Martinique dans les années 1970.
En 2009, selon le Pew Research Center, il y aurait 1 000 musulmans en Martinique, représentant environ 0,2 pour cent de la population totale.

#### Mouvement rastafari
Le mouvement rastafari se développe en Martinique à partir des années 1970.

### Santé

#### Établissements de santé
Avec plus de 1 500 lits, un personnel de 5 610 agents dont 670 médecins le CHUM (CHU de Martinique) est un établissement de référence dans la Caraïbe.
En 2019, la Martinique compte 55 lits pour 10 000 habitants, l'île est sous-dotée par rapport à la France métropolitaine où la moyenne est de 60 lits pour 10 000 habitants. Ces lits comprennent 29 lits de réanimation (la France entière en compte 5 274 dont 2695 en CHR),.

#### Professionnels de santé
Au 1er janvier 2017, la Martinique compte pour 100 000 habitants : 287 médecins (dont 140 généralistes et 147 spécialistes), 49 chirurgiens dentistes, 1 120 IDE, 141 kinésithérapeutes et 92 pharmaciens, (chiffres à comparer avec ceux de la France entière soit respectivement : 337 médecins dont 153 généralistes et 184 spécialistes, 63 chirurgiens dentistes, 1 021 IDE, 132 kinés et 113 pharmaciens).

#### Scandale de la chlordécone

##### Actions du gouvernement français
Après la découverte de la toxicité du chlordécone, et des risques sanitaires qu'il présentait, le gouvernement français a mis en place des mesures pour protéger les populations martiniquaises et guadeloupéenne, allouant près de 100 millions d'euros à la mise en place de ces mesures. Les sols sont régulièrement testés et sont soumis à une réglementation stricte liée aux normes de potabilité,. Les territoires de la Martinique sont également soumis à des processus réguliers de cartographie pour délimiter les zones hautement contaminées des zones représentant un moindre risque. La pêche en rivière est également devenue interdite afin de limiter les risques sanitaires, les rivières représentant des zones de contamination à risque élevé.
Depuis 2008, le gouvernement français a mis en place trois plans d'action établissant des stratégies visant à protéger les populations locales, à les sensibiliser à la question du chlordécone, ainsi que pour soutenir les secteurs de l'agriculture et de la pêche.
Une commission parlementaire française a révélé en 2019 que plus de 90 % des Martiniquais ont été exposés au chlordécone, dont l'utilisation a été autorisée entre 1972 et 1993 dans les bananeraies des Antilles. La commission a jugé insuffisants les trois “ Plans chlordécone” lancés par l'État depuis 2008; des recommandations ont été fournies par l'intermédiaire de son rapporteur, la députée Justine Benin, pour aborder la prévention et la recherche de méthodes de dépollution pour un quatrième plan, prévu pour 2020.
La commission d'enquête parlementaire a mis en cause l'État français pour avoir autorisé le vente et l'utilisation du chlordécone comme insecticide, car sa toxicité était connue, mais "les responsabilités sont partagées avec les acteurs économiques''. En premier lieu, les industriels, mais aussi des groupes de planteurs et certains élus."

##### Conséquences sur la santé
Le chlordécone est connu pour ses effets néfastes sur la santé et le corps humain. Des recherches scientifiques l'ont identifié et classé comme un perturbateur endocrinien et agent cancérigène possible, faisant encourir notamment le risque de développer un cancer de la prostate et favorisant également les rechutes cancéreuses,. Le chlordécone entraîne également le risque de voir se développer chez les nourrissons un retard de développement, rend les grossesses sujettes à de plus grands risques. Le chlordécone est également reconnu comme un agent perturbateur des fonctions sexuelles du corps humain, ainsi que du processus de reproduction.
Le chlordécone possède des caractéristiques physiques et chimiques lui permettant de rester plusieurs siècles dans les sols, les eaux, et les nappes phréatiques, ce qui contribue à propager la contamination au chlordécone au-delà de l'emplacement des bananeraies où cet insecticide a été initialement administré,. Bien que le chlordécone ne soit plus utilisé ni autorisé depuis les années 1990, les risques sanitaires sont toujours actuels. La contamination par le chlordécone se fait par le biais de l'alimentation et des boissons contaminées.

##### Réponses des communautés locales
Dans les rues de Fort-de-France, près environ 5 000 à 15 000 résidents de la Martinique ont manifesté le 27 février 2021 pour dénoncer l'éventuelle prescription de la plainte venant de la partie civile déposée le 23 février 2006 pour mise en danger de la vie d'autrui,.
Les actions entreprises par le gouvernement français ont souvent fait l'objet de vives critiques par les habitants de la Martinique et les associations engagées autour du “Scandale du chlordécone.” Le manque d'informations transmises à la population concernant les risques sanitaires liés au chlordécone entre 1993 et 2004 est l'une des principales préoccupations exprimées.
La plainte déposée par la partie civile en 2006 a été émise par plusieurs associations de Martinique et de Guadeloupe et dénonce les impacts à long terme de l'utilisation du chlordécone sur l'environnement et sur la santé en matière de pollution.

### Manifestations sportives

#### Surf
Martinique Surf Pro

#### Football
Le championnat de la Martinique de football est organisé par la Ligue de football de la Martinique. Le plus haut niveau est la régionale 1 avec quatorze équipes. les quatre équipes arrivées en tête participent à la Ligue Antilles (ex-Trophée Mare-Gaillard) les opposant aux quatre meilleures équipes de la Guadeloupe et de la Guyane.
Un club martiniquais participe chaque année à la coupe de France de football, le club martiniquais qualifié localement entre au septième tour de la compétition.
L'équipe de Martinique de football (les matinino) participe à la ligue des nations et à la Gold Cup de la Concacaf.
Il n'existe pas de championnat sportif professionnel de football en Martinique ; pour devenir professionnels, les sportifs martiniquais migrent vers l'hexagone.

#### Nautisme
Tour de la Martinique des yoles rondes
Transat Bretagne-Martinique

#### Cyclisme
Le Tour de Martinique est une course cycliste par étapes disputée en Martinique. Chaque édition se déroule sur 9 étapes. Créé en 1965, le tour est annulé 3 fois (en 1970, 2020 et 2021).

#### Athlétisme
Semi-marathon de la ville de Fort-de-France, cette compétition internationale est organisée chaque année fin novembre

#### Hippisme
Le Grand prix du Conseil général, le plus grand événement hippique de la Martinique.

#### Handball
Le Championnat de la Martinique de handball organisé par la ligue de handball de la Martinique, cette compétition se termine par la Poule des As (play off) qui détermine le champion de la Martinique dans les catégories féminines et masculines. La Poule des As est un événement très suivi par les Martiniquais, les salles sont combles pour les finales qui se font au Palais des Sports du Lamentin. La division la plus haute est la Pré-Nationale, équivalente de la Pré-Nationale (voire de la Nationale 3) métropolitaine. Les champions de la Poule des As partent chaque année en métropole pour les Finalités des Championnats de France de Handball de N1, N2 et N3 Féminines, N2 et N3 Masculines Métropolitaines/Ultra-Marines.
La Coupe de Martinique de handball, les vainqueurs (féminin et masculin) de cette coupe reçoivent une récompense de 10 000 €. Joueurs phares originaires du Championnat de la Martinique de handball : Katty Piejos, Cédric Sorhaindo, Joël Abati.

## Culture et patrimoine
- Culture antillaise
- Cinéma caribéen, Liste de films caribéens
- Liste de films tournés en Martinique
- Liste d'habitations dans les Antilles françaises

### Musée et monument historique
Liste des musées de la Martinique

#### Fort-de-France
- Musée départemental d'archéologie précolombienne (Musée de France)
- Musée régional d'histoire et d'ethnographie de Martinique (Musée de France)
- Muséum d'histoire naturelle (Musée de France)
- Réserve du père Pinchon (Musée de France)

#### Le François
- Habitation Clément

#### Saint-Pierre
- Musée Franck-A.-Perret - Musée vulcanologique (Musée de France)
- Centre de découverte des sciences de la Terre, habitation Perinnelle
- Musée historique de Saint-Pierre

#### Rivière-Pilote
- Écomusée de Martinique (Musée de France)

### Patrimoine naturel et valeurs culturelles associées
Le 15 septembre 2021, l'UNESCO a inscrit l'ensemble de l'île au réseau international des réserves de biosphère sous le nom de réserve de biosphère de Martinique,.
La Martinique est ainsi devenue une Réserve UNESCO "Man and Biosphere",.
Le 16 septembre 2023 la montagne Pelée, les pitons du nord (ils sont au nombre de 13 avec ceux du Carbet), le Morne Jacob et le Mont Conil sont inscrits au patrimoine mondial de l'Unesco.

### Littérature martiniquaise
Les courants littéraires et concepts philosophiques de la Martinique :
- Doudouisme : Daniel Thaly
- Légitime Défense : René Ménil, Étienne Léro, Thélus Léro, Jules-Marcel Monnerot. Acte de naissance de la littérature martiniquaise engagée et anti-assimilationniste.
- Négritude : Aimé Césaire.
- Créolité : Patrick Chamoiseau, Raphaël Confiant et Jean Bernabé.
- Antillanité : Édouard Glissant.
- Créolisation : Édouard Glissant.
- Concept de Tout-Monde : Édouard Glissant.

### Musiques de la Martinique
Les principales musiques de la Martinique sont la biguine, la mazurka créole ou mazouk, la valse créole, le quadrille ou haute-taille, le chouval-bwa, le bèlè, la kadans, le zouk et le Shatta.
Jocelyne Béroard, membre du groupe de zouk Kassav' est connue internationalement. Plus localement, des figures comme Eugène Mona (chanteur et flûtiste), Kali ou encore Malavoi ont su promouvoir la richesse de la langue créole. En tant que femme Edith Lefel a su gagner une place en or auprès du public avec des titres phares comme La Sirène. Marijosé Alie, aujourd'hui journaliste a collaboré avec Malavoi avant de devenir journaliste chez RFO.
Plus récemment, des chanteurs de la jeune génération ont su se hisser dans d'autres genres musicaux dont Kalash (rappeur et chanteur de dancehall) connu pour ses chansons célèbres auprès des jeunes. E.sy Kennenga (reggae et dancehall) réputé pour la douceur et les messages pacifistes de ses textes. Paille ou aussi l'Homme Paille (reggae, dancehall, hip-hop, zouk) reconnaissable à son bakoua (chapeau de paille traditionnel), il aborde de manière plus sentimentale des textes travaillés. Il y a aussi d'autres jeunes artistes talentueux tels que Méryl, Tiitof , X-Man, Maurane Voyer, Maureen ou encore Stacy.
Dans le domaine du jazz créole, de grands noms ont émergé tel que Mario Canonge, Marius Cultier ou encore Grégory Privat.

### Gastronomie

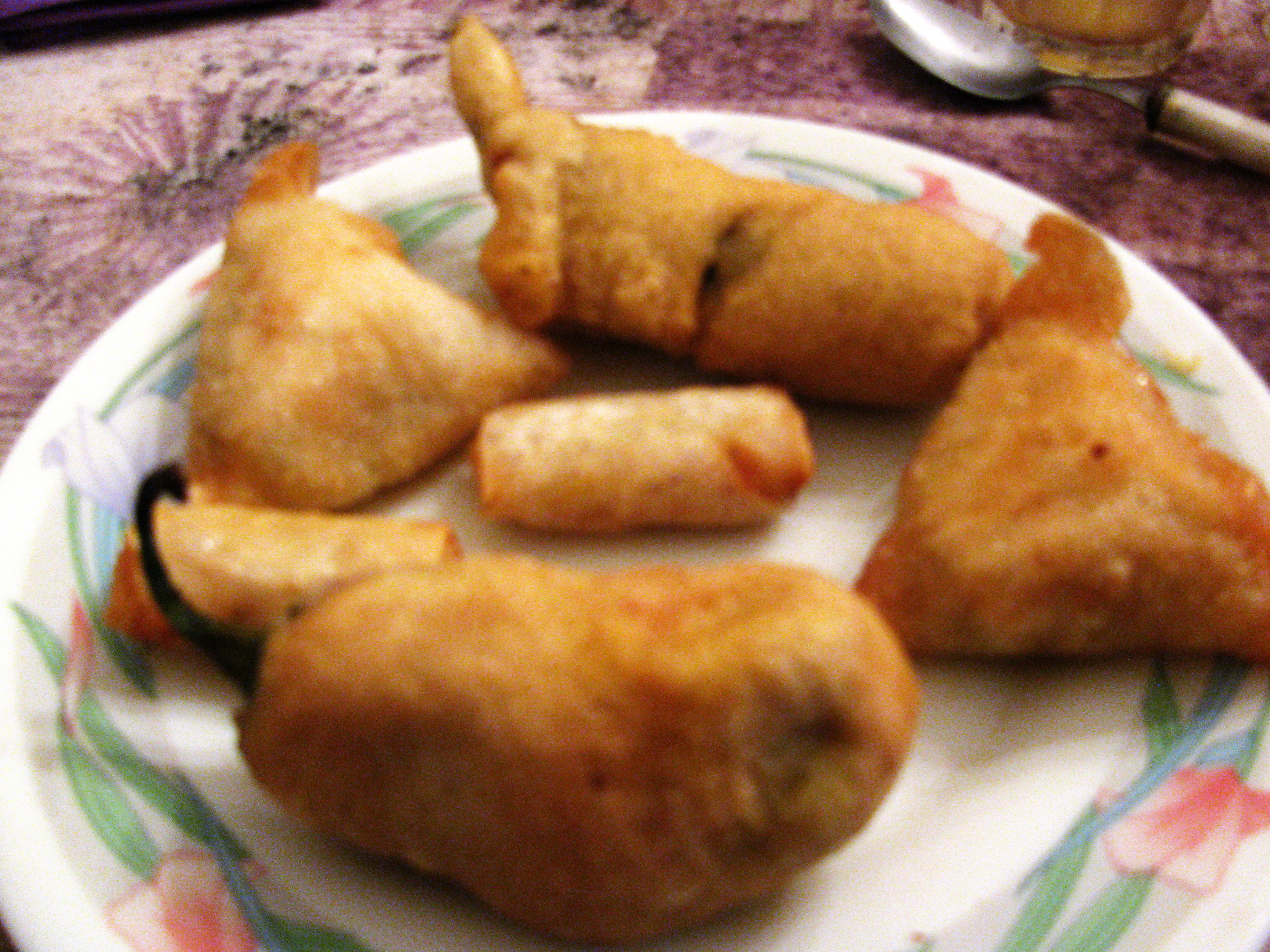
Beignets de la Martinique.

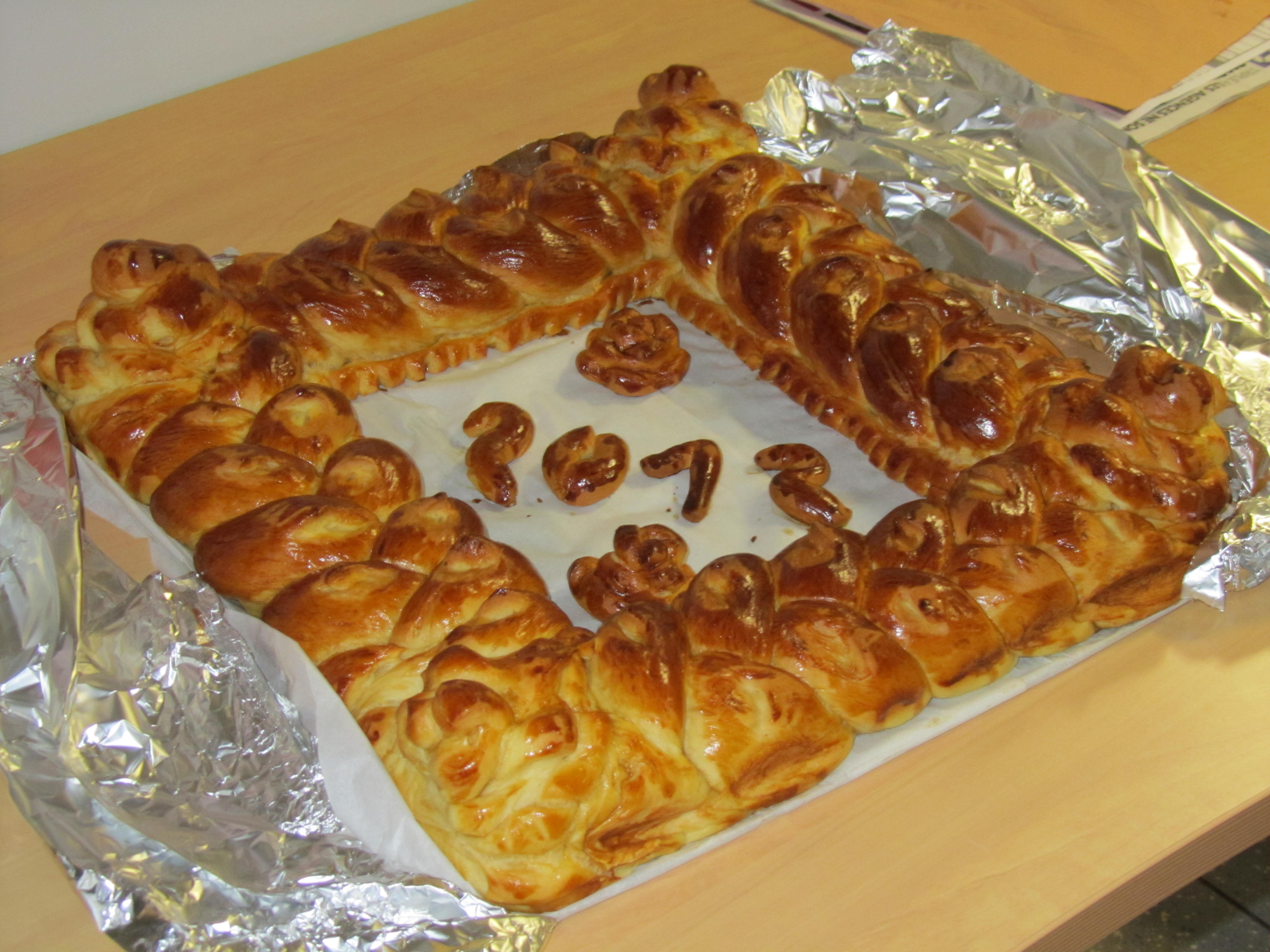
Pain au beurre traditionnellement servi avec un bol de chocolat chaud dit « chocolat de première communion ».

La gastronomie de la Martinique est variée et sert comme témoin l'histoire de l'île et de ses habitants, avec des influences caraïbes (comme le poulet boucané), européennes, africaines (apportées par les esclaves) et indiennes (à partir de l'immigration indienne), toujours adaptées aux produits de l'île. Les ingrédients qui la composent sont également le résultat des cultures et variétés en provenance d'autres régions du monde et de la Caraïbe (canne à sucre, cacao, des nombreux fruits), des espèces locales (comme le lambi et les crabes) et d'autres aliments qui sont toujours importés sur l'île depuis le temps de l'époque coloniale pour nourrir la population (comme le riz et la morue).

#### Mets
Parmi les entrées et accompagnements on trouve des spécialités telles que le féroce d'avocat (une boulette d'avocat à la morue roulée dans de la farine de manioc), les acras de morue (marinades de morue) ou de tiriris (beignets de petits poissons), le dombré (boulette de farine et d'eau avec quelques épices), le Boudin créole, le kalalou (soupe verte contenant des feuilles de calalou et des gombos) et le pâté en pot (soupe à base de légumes, d'abats de mouton, de vin blanc et de câpres). Les gratins sont aussi variés, dont ceux de christophine, de banane jaune, de papaye, et de fruit à pain.
Quant aux produits de la mer, le chatrou est un plat à base de poulpe bouilli accompagné de riz et de haricots rouges, les brochettes de lambi sont cuisinées à partir de coquillages (aussi appelés « conques ») et les plats à base d'oursins sont consommés dans la saison de pêche des mêmes. Les crabes sont capturés près de la mer et de l'eau douce et consommés dans des plats comme le matoutou (cuisinés avec du riz et des épices). Le migan fruit-à-pain est une sorte de purée avec de gros morceaux de fruit-à-pain et de la salaison de cochon. La morue peut être mangée avec du riz dans le plat appelé « macadam ». D'autres plats sont préparés avec des bananes vertes, comme le ti-nain lanmori (banane verte avec de la morue, consommé traditionnellement au petit-déjeuner) et le ti-nain tripes (bananes vertes avec des tripes de mouton et des légumes). Dans le nord de l'île, le trempage est un plat typique à base d'un bouillon de morue, du pain, des légumes, du poisson ou de la viande, le tout trempé dans une sauce.
Les viandes sont préparées de différentes manières, par exemple en sauce avec le colombo de porc ou de poulet (recettes avec des épices dont le curry, originaire de l'Inde) ou au charbon avec le poulet boucané. Le chélou est constitué à base d'abats de bœuf, de mouton et du riz.
Le pain au beurre, une sorte de brioche, et le « chocolat de première communion » (boisson chocolatée agrémentée d'épices) sont également répandus. Le blanc-manger est un dessert populaire.

#### Boissons

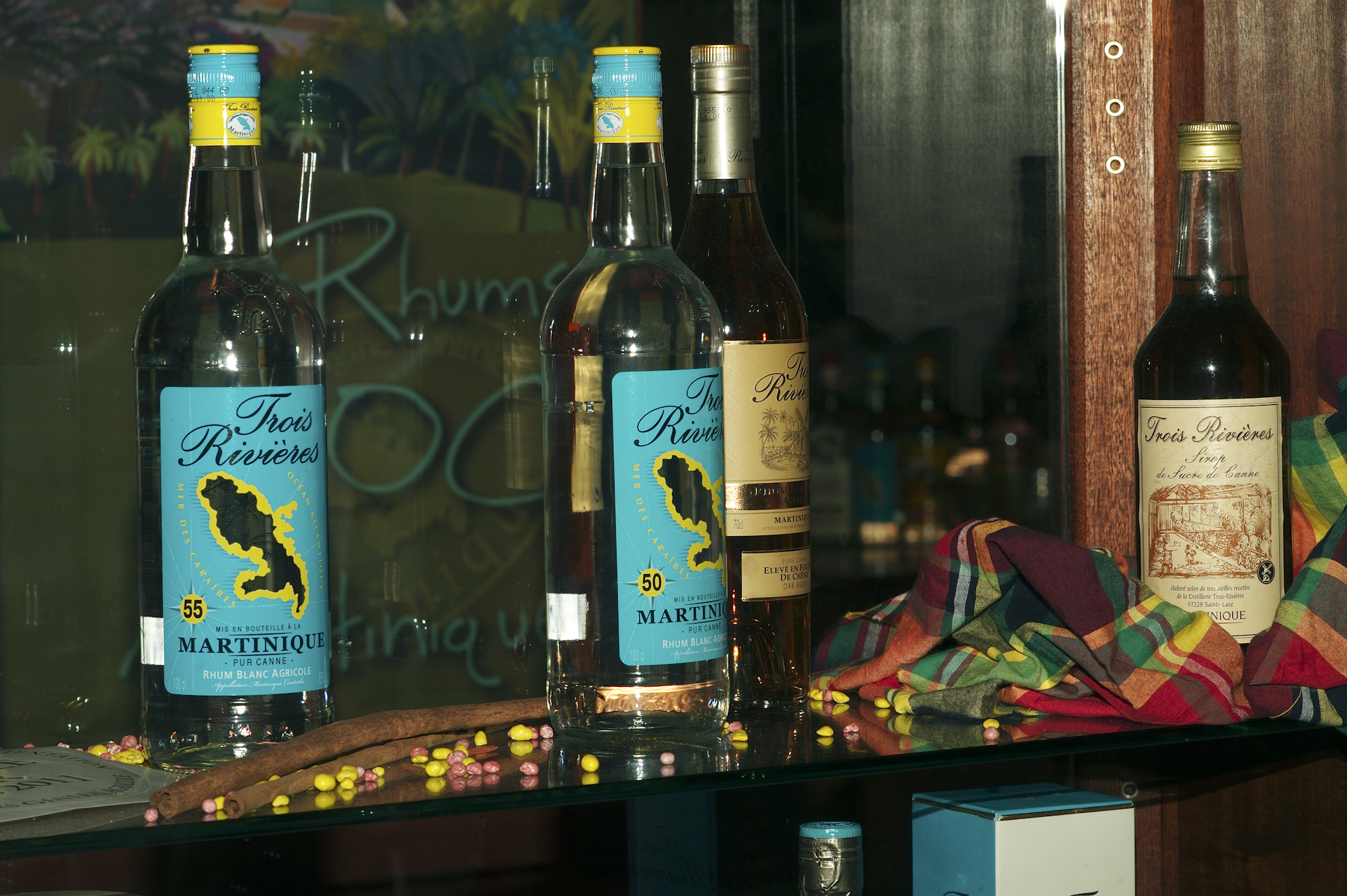
Rhums de la Martinique.

La boisson la plus caractéristique de la Martinique est le rhum de Martinique, qui compte deux variétés principales : le rhum agricole AOC et le rhum traditionnel ou industriel (respectivement, en exemple : rhum Clément agricole et le rhum Negrita industriel). D'autres boissons alcoolisées sont préparées avec le rhum, tels le ti-punch (composé de sirop de canne, citron et rhum) et le planteur (qui contient aussi du jus). Des liqueurs faites maison à base d'herbes et fruits locaux peuvent être trouvés au marché de Fort de France. Quant à la production des jardins et plantations locales, les infusions, connues sous le nom de « thé pays » (à partir de citronnelle, atoumo…) sont appréciées pour leurs vertus médicinales. Les jus de fruits tropicaux sont aussi très nombreux (prunes de Cythère, mangue, corossol, canne à sucre, goyave, tamarin, fruit de la passion, ananas, citron, orange, orange amère, mandarine, carambole, acérola, ou encore groseille pays). Le chocolat est une boisson consommée socialement, avec des déclinaisons comme le dlo kako (chocolat à l'eau) et surtout le « chocolat de première communion » (ou chocolat martiniquais), qui est consommé avec le pain au beurre martiniquais. Enfin, le mabi, une macération d'écorces est une préparation héritée des Indiens Caraïbes.

### Tradition des combats de coqs
La tradition des combats de coqs est très vivace en Martinique, la saison dure de novembre à juillet. Les combats se déroulent dans de petites arènes nommées pitts et font l'objet de paris,.
Des combats entre un serpent et une mangouste sont aussi organisés à l'image des combats de coqs, mais ne font pas l'objet de paris.

## Personnalités de Martinique
Personnalités nées en Martinique ou dont au moins un des deux parents ou grands-parents est né en Martinique, ou personne vivant ou ayant vécu en Martinique.
Catégorie : Personnalités liées à la Martinique

### Chanteurs, musiciens ou groupes musicaux

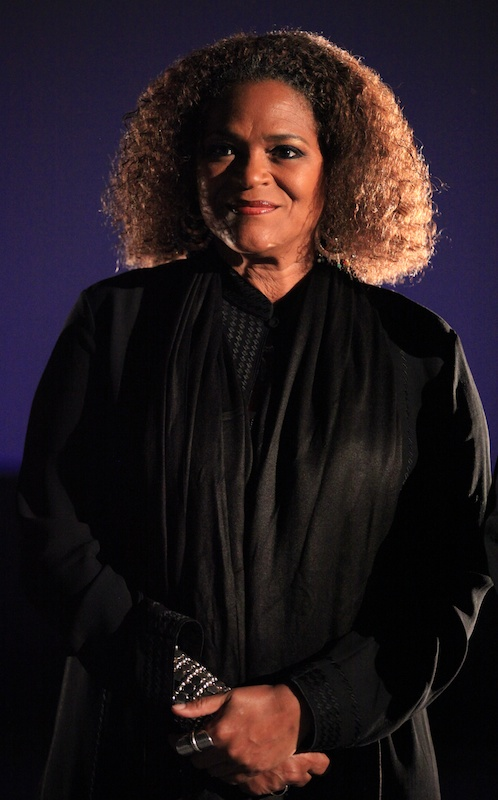
Jocelyne Béroard au festival international du film d'Amour (Mons, mai 2007).

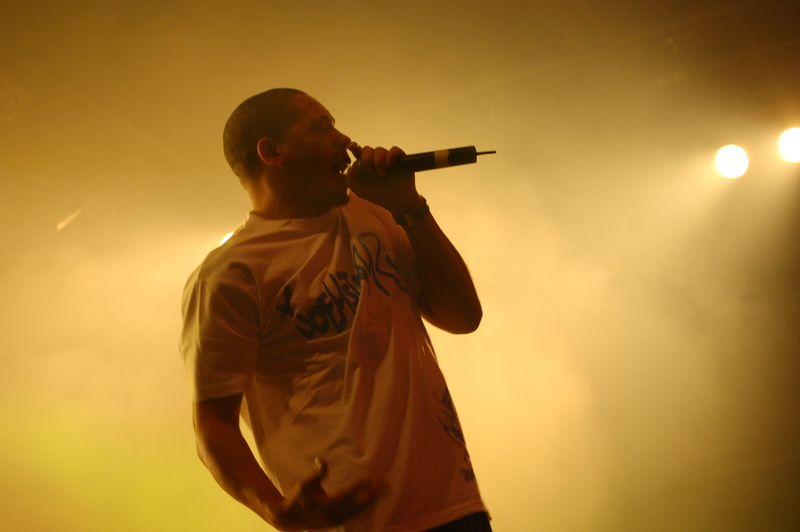
Joeystarr lors d'Art Rock 2007, Saint-Brieuc (février 2011).

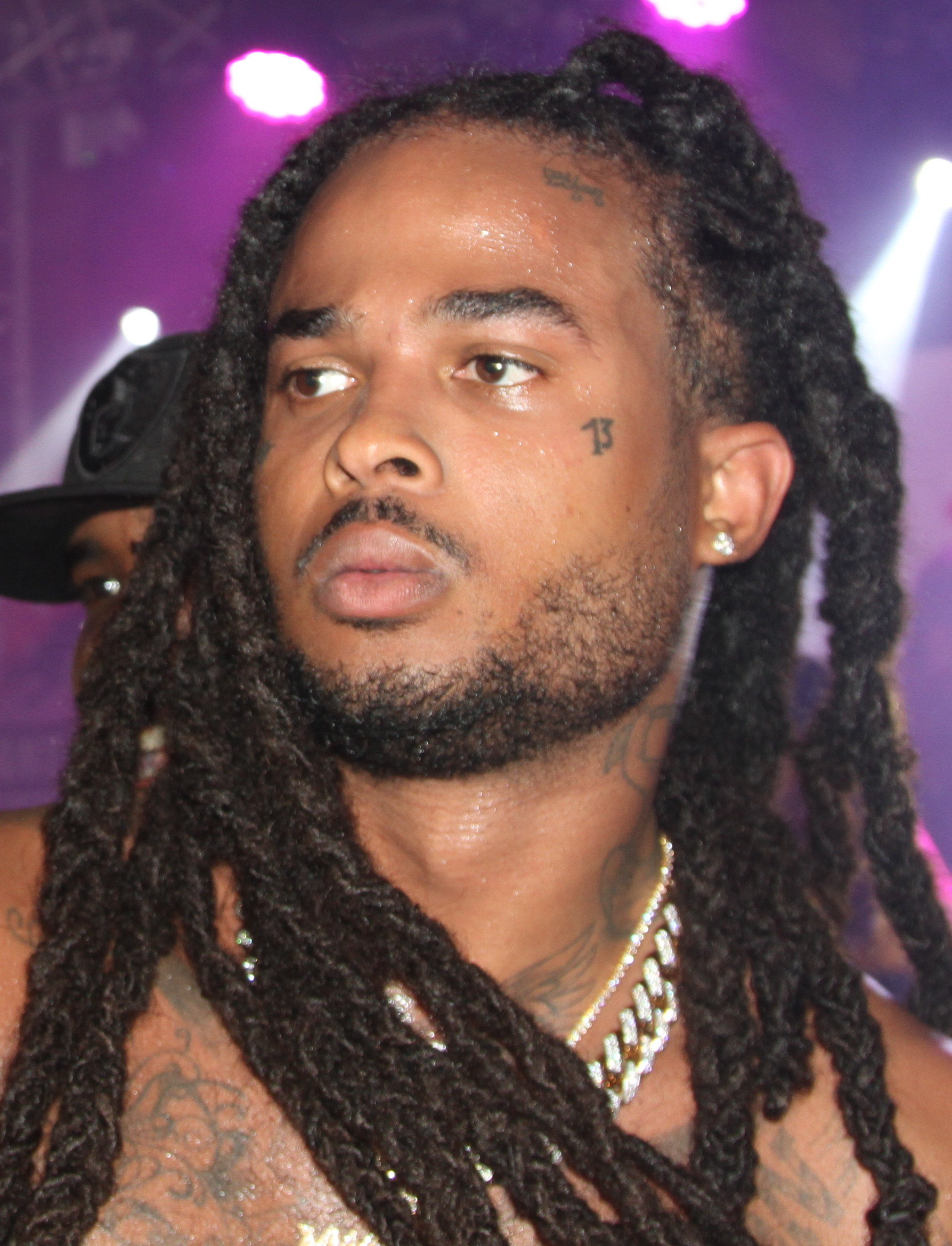
Kalash en mai 2018, chanteur de Rap, Trap et Dancehall.

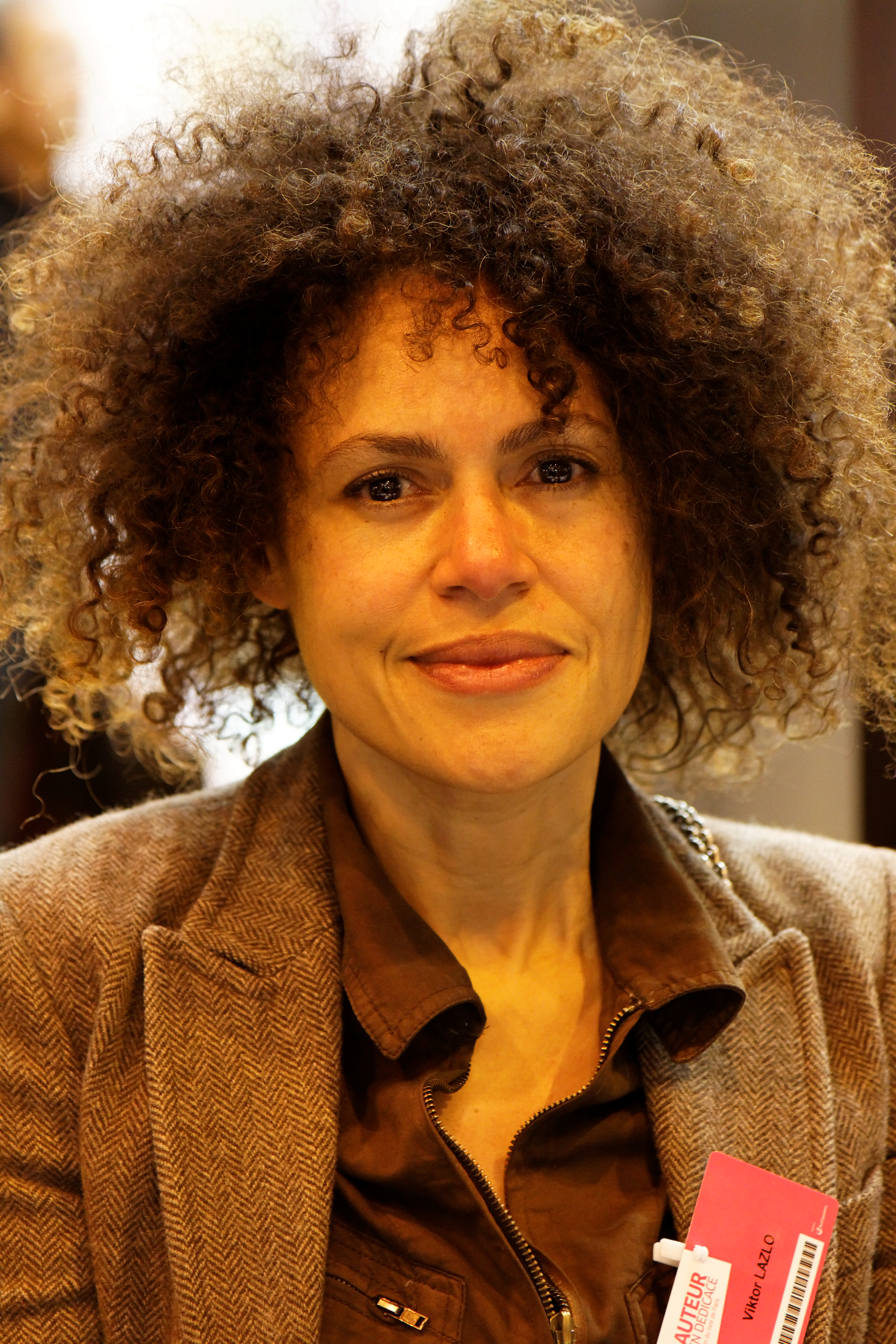
Viktor Lazlo (Salon du livre de Paris 2011).

### Sportifs

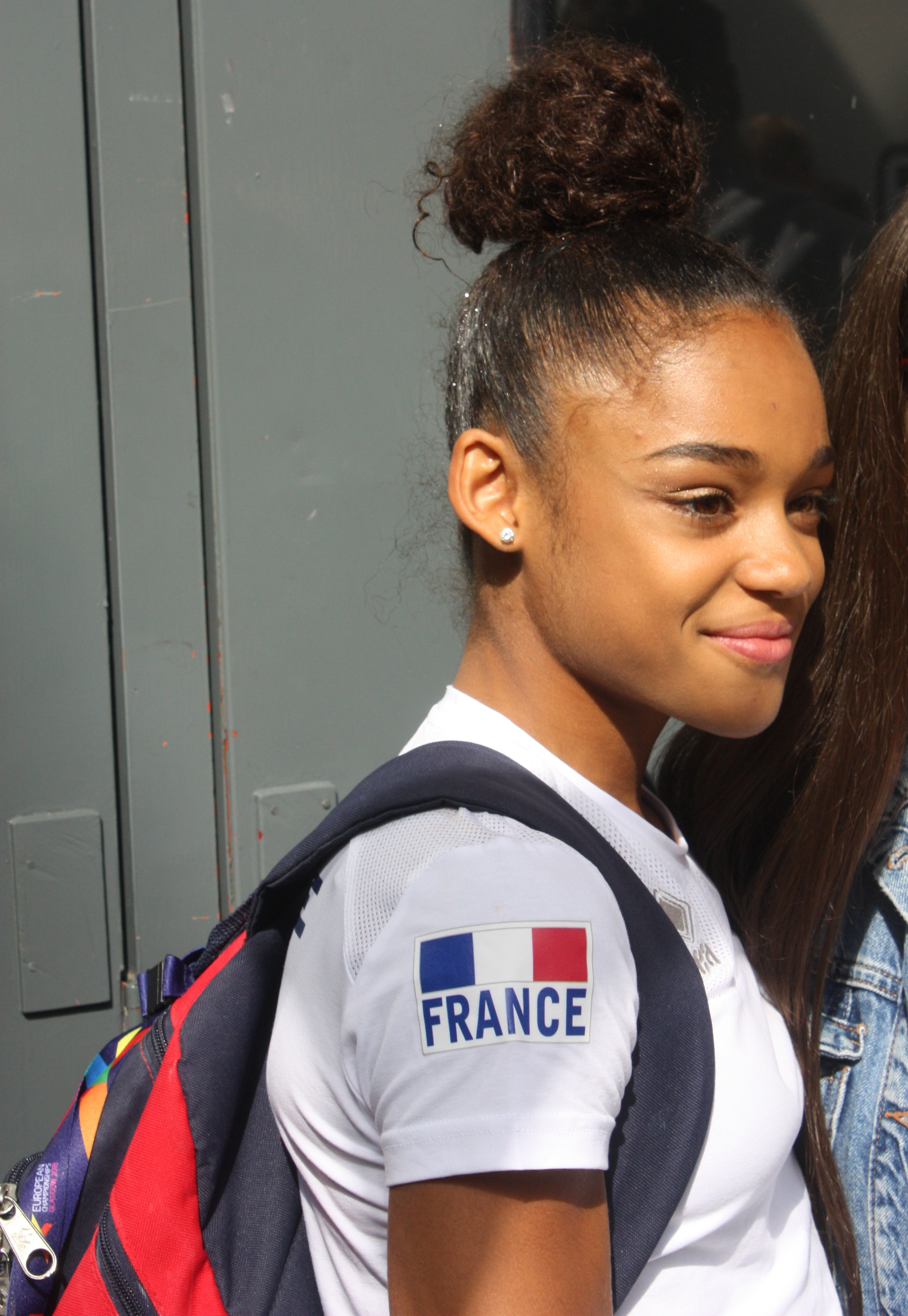
Mélanie de Jesus dos Santos est la française la plus titrée aux championnats d'Europe de gymnastique artistique

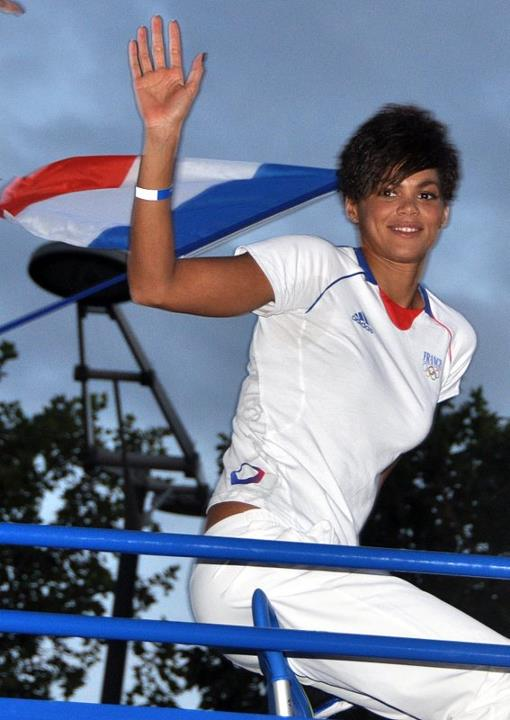
Coralie Balmy au défilé des médaillés français des JO 2012 (août 2012).

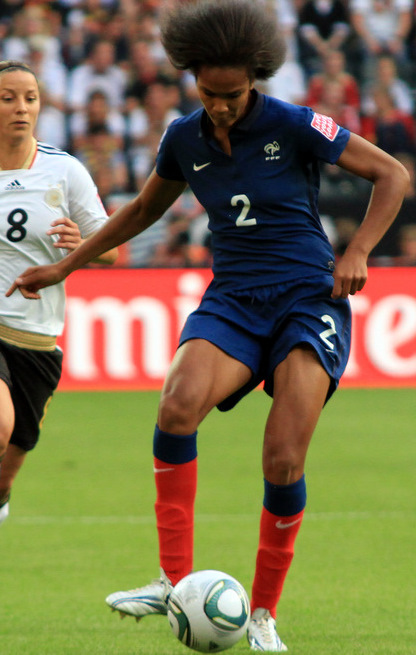
Wendie Renard à la coupe du monde de football féminin de 2011 (juillet 2011).

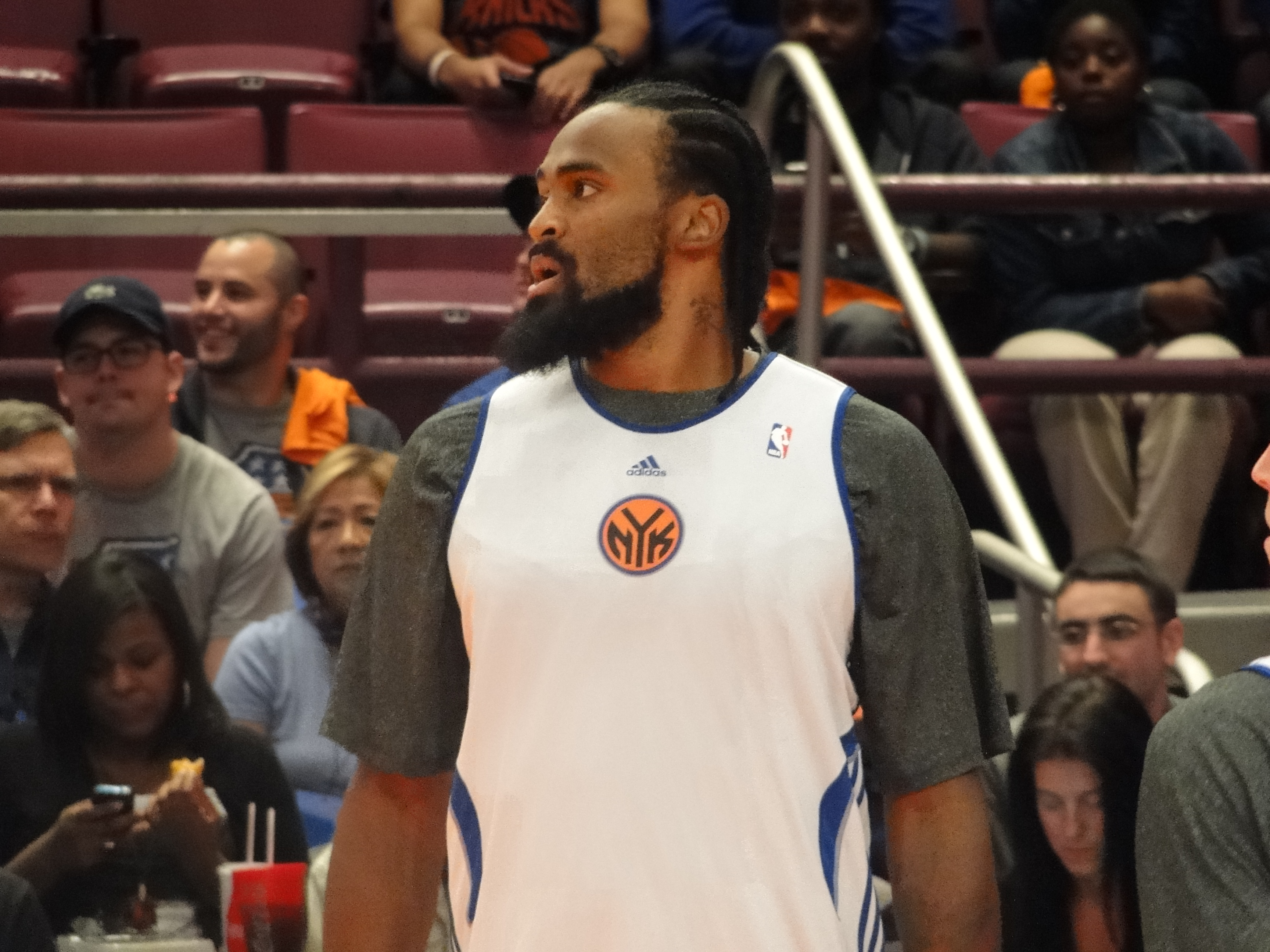
Ronny Turiaf à une séance d'entraînement des Knicks de New York (octobre 2010).

#### Personnalités politiques contemporaines

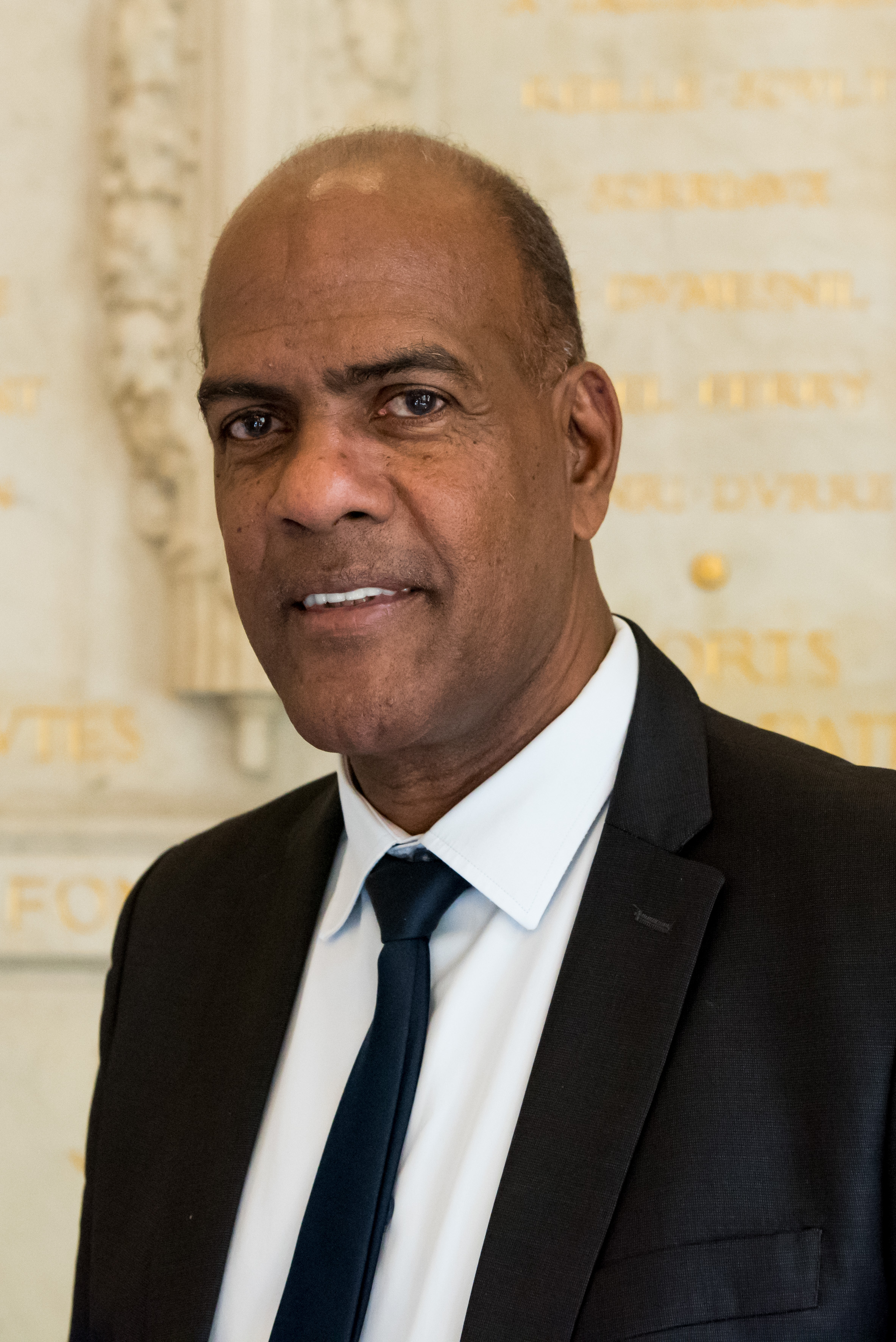
Serge Letchimy, président du Conseil exécutif de Martinique depuis le 2 juillet 2021, député de la 3e circonscription de 2007 à 2021, président du conseil régional de la Martinique de 2010 à 2015, maire de Fort-de-France de 2001 à 2010 et président du parti progressiste martiniquais de 2005 à 2023.

## Dans la fiction
- Tropiques amers, téléfilm de Jean-Claude Barny en trois épisodes sur la société martiniquaise à la veille de la Révolution française.
- Tropiques criminels, série policière.